# Conflicto limítrofe entre el Ecuador y el Perú
Desde su nacimiento como repúblicas independientes a principios del siglo XIX, y hasta el año 1998, Hubo un conflicto limítrofe entre el Ecuador y el Perú en regiones comprendidas entre la cuenca del Amazonas y la cordillera de los Andes. Los problemas en la delimitación de fronteras entre ambos países tienen su punto de partida cuando la Gran Colombia (estado antecedente de Ecuador, encabezado por Bolívar) anexó los territorios  pertenecientes a la Real Audiencia de Quito, de los que serían parte Tumbes, Jaén y Maynas, aunque de facto y de iure hicieron parte del Virreinato del Perú, por lo que voluntariamente habían decidido ser parte del Perú luego que declararan su independencia en 1821. La nueva nación llamada Colombia y conocida actualmente como La Gran Colombia no duró mucho, y se disolvió en 1830, de ella se separó la república de Ecuador como país independiente, con los territorios que habían pertenecido mientras fue parte de La gran Colombia.  Sin embargo Ecuador no reclamó ni tomó posesión de las provincias amazónicas. Mientras tanto Perú incluyó estos territorios en su república, alegando en su defensa los principios jurídicos del uti possidetis y la libre determinación de los pueblos.
Llegando a agudizarse la relación entre ambos países en múltiples ocasiones y desembocando en guerras y conflictos de corta duración. El impasse territorial se convirtió durante siglo y medio en el principal factor que dificultó el fortalecimiento de las relaciones peruano-ecuatorianas.

## Época del Virreinato

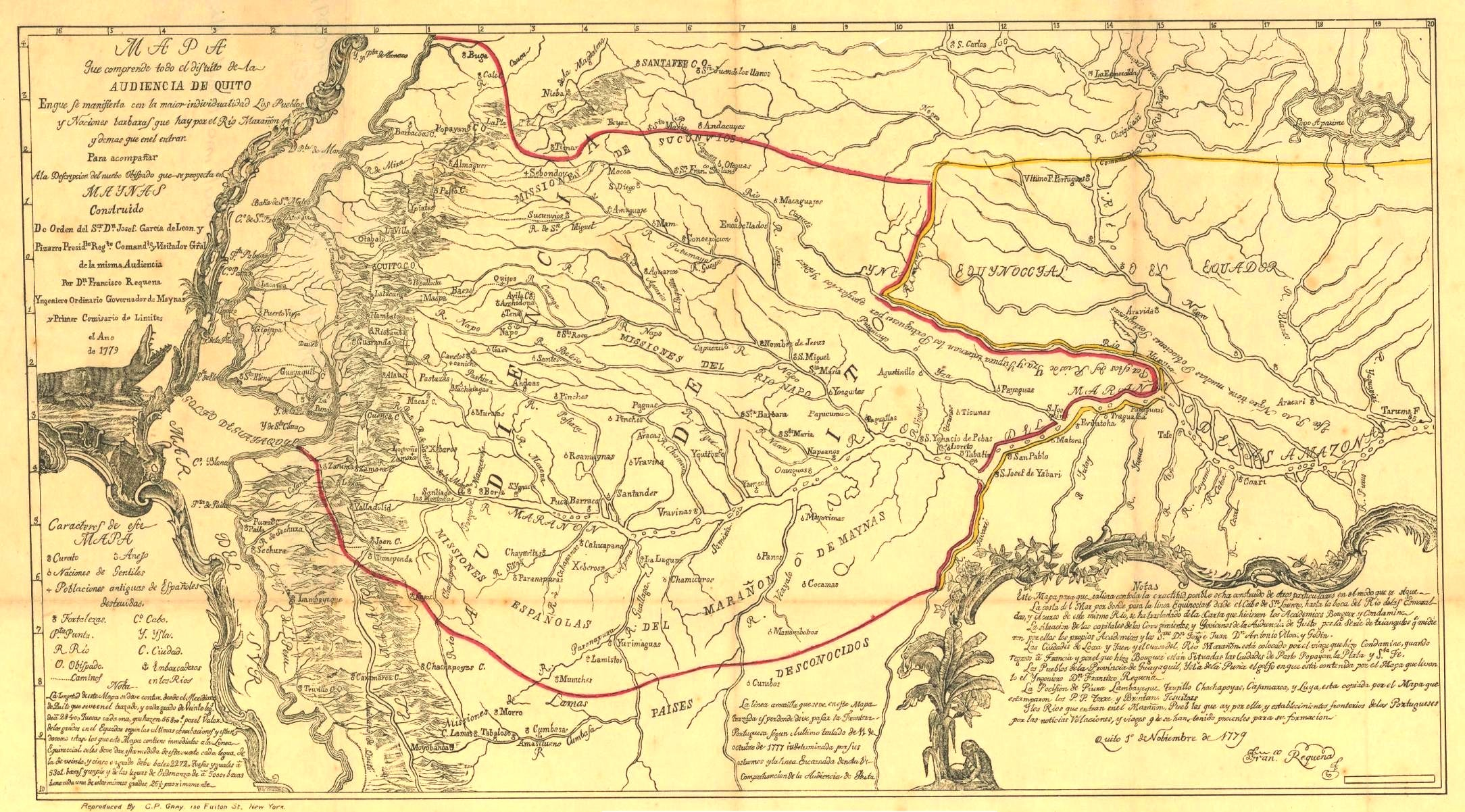
Mapa de que comprende todo el distrito de la Audiencia de Quito en 1779.

Hasta antes de 1717, el territorio americano del Imperio español estaba dividido en dos grandes dependencias: el Virreinato del Perú y el Virreinato de Nueva España. En ese año, como parte de las reformas borbónicas del rey Felipe V en la ciudad de Segovia, España, se escinde del Virreinato del Perú, uno nuevo, el Virreinato de Nueva Granada, medida decretada el 27 de mayo de 1717 por una Real Cédula.
El Virreinato de Nueva Granada tuvo jurisdicción sobre la Real Audiencia de Santa Fe de Bogotá, Real Audiencia de Panamá, Real Audiencia de Quito y la Capitanía General de Venezuela. En tal sentido, las Reales Audiencias del Virreinato comprendieron los territorios de las actuales Repúblicas de: Venezuela,  Colombia, Panamá, Ecuador, norte del Perú, norte y este de Brasil, y el oeste de Guyana. Su capital se situó en Santa Fe de Bogotá.
El rey Felipe V el 5 de noviembre de 1723, suprime temporalmente el Virreinato de Nueva Granada. Por lo cual emitió una Real Cédula, con la que se devuelve la Real Audiencia de Quito al Virreinato del Perú. 
Por mandato Real, la Real Audiencia de Quito fue incorporada nuevamente al recreado Virreinato de Nueva Granada el 20 de agosto de 1739. Para entonces, Felipe V firmó en San Ildelfonso, la Cédula de Reerección definitiva del Virreinato de Nueva Granada con los mismos derechos y territorios de la Real Cédula de 1717.

### Real Cédula de 1740
El rey de España habría expedido en 1740 una Real Cédula que fijaba los límites definitivos entre la Real Audiencia de Quito y el Virreinato del Perú. Esta Cédula nació en virtud que era necesario determinar con claridad y precisión la limitación de la Audiencia de Quito, respecto de la Audiencia de Lima, para saber hasta qué lugar tenían jurisdicción y autoridad los virreyes de Nueva Granada y de Perú, y evitar en lo posible futuras confusiones, quedando de este modo solucionada la demarcación de ambas audiencias.
La Real Cédula de 1740 dice así:

Partiendo desde río Tumbes en la costa del Pacífico sigue la línea por las serranías y demás cordilleras de los Andes por la jurisdicción de Paita y Piura, hasta el Marañón a los 6º 30' de latitud Sur y la tierra adentro, dejando al Perú la jurisdicción de Piura, Cajamarca, Moyobamba y Motilones y por la cordillera de Jeveros atravesando el río Ucayali, a los 6º de latitud Sur hasta dar con el río Javarí o Jauri en la confluencia del Carpi y las aguas de este al Solimaes o Amazonas y las de este aguas abajo hasta la boca más occidental del Caquetá o Yapura, en que comienzan los límites con el Brasil.

#### Dudas de historiadores peruanos sobre la veracidad de la Real Cédula de 1740
De acuerdo con el historiador peruano Percy Cayo Córdova la Real Cédula de 1740 nunca existió, siendo esta una falsificación de la defensa ecuatoriana en el litigio limítrofe contra el Perú. El también historiador Luis Ulloa, en relación con esta real cédula señaló:

Según ese falso, el rey de España demarcó con grados de latitud y longitud los virreinatos del Perú y Nueva Granada, y esto con el objeto de que tal división fuese eterna y no pudiese modificarla ninguna Real Cédula posterior, menos aun la de 1802. Claro es que no existe tal Cédula de 1740: en vano la busqué varios años en todos los archivos de España. Ni existe ni puede existir Cédula con tan absurdo objeto. Por eso ni Mosquera ni los ecuatorianos nos han dado su texto ni su fecha exacta: se contentan con referencias vagas á esto que constituye la sexta falsificación del pérfido litigante contra el cual se estrella toda buena fé
Luis Ulloa

El Obispo de Ibarra Federico González Suárez no hace mención alguna de esta cédula en su libro Estudio histórico sobre la Real Cédula del 15 de Julio de 1802, mientras que Julio Tobar Donoso en su Derecho territorial ecuatoriano toma con cautela su existencia:

"La Defensa del Ecuador ha alegado, en diversas ocasiones, como prueba secundaria de su derecho territorial, una Real Cédula de 1740, cuyo texto íntegro no se ha encontrado hasta ahora. Por esta causa la aduciremos con cautela, pese a que la existencia del documento parece indudable"
Julio Tobar Donoso

### Real Cédula de 1802

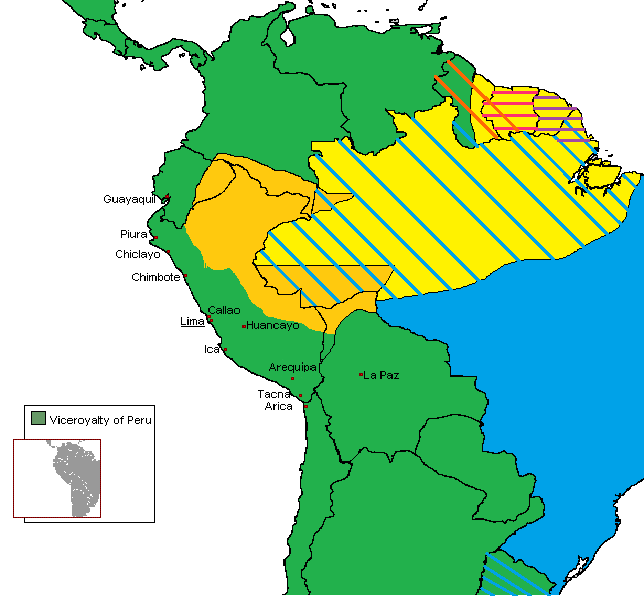
Comandancia y Capitanía General de Maynas, (en mostaza), las zonas en litigio españolas sobre la amazonia y que España consideraba dentro de la Comandancia de Maynas, mientras que el Imperio portugués lo reclamaba como suyo (en amarillo) Dominios de Portugal (en azul claro) el resto del territorio español (en verde), las líneas son las zonas reclamadas por otros imperios, las líneas azules, (reclamaciones portuguesas), las líneas naranjas (reclamaciones británicas), las líneas rojas (reclamaciones neerlandesas) y las líneas moradas (reclamaciones francesas).

La Corona española bajo el reinado de Carlos IV, el 15 de julio de 1802, dictó una Real Cédula, a inspiración de Francisco Requena, según la cual, el Gobierno de Maynas y el Gobierno de Quijos, así como las misiones establecidas en los ríos que desembocan en el Marañón, que pertenecían hasta entonces al territorio de la Real Audiencia de Quito, pasaban a la jurisdicción política y eclesiástica del Virreinato del Perú. Del contenido de esta Real Cédula se deduce claramente que su objetivo principal era detener los avances portugueses a los territorios de la Corona española.
Es necesario analizar las razones y circunstancias que obligaron a la Corona española a dictarla.
- La política expansionista de los portugueses en la hoya amazónica, quienes avanzaban incesantes hasta los territorios de la Corona española, especialmente para dedicarse a la caza de indios a los que vendían como esclavos (bandeirantes). Ya desde años atrás, España se había preocupado en delimitar las fronteras de sus colonias sudamericanas con los dominios de Portugal. En octubre de 1777 se firmó el Tratado de San Ildelfonso reconociendo a los ríos Yapurá y Yavari como el límite con Portugal, quedando algunos sectores sin la delimitación exacta y se enviaron sendas comunicaciones a la selva amazónica para que la delimitación se hiciera con base en el conocimiento de la realidad geográfica. Por España se envía a Francisco de Requena, ingeniero jefe de la comisión española de límites y gobernador de Maynas (1779), quien por problemas de entendimiento con la comisión de Portugal, tras nueve años tuvo que retirarse sin haber conseguido que se marcase la línea en toda su extensión.[4]

- El abandono de las misiones jesuitas de la selva amazónica, dependientes de Quito, debido a la expulsión de los miembros de dicha orden religiosa de toda la América española, según orden real dada en 1767. Los jesuitas habían realizado una obra muy valiosa de civilización e integración de los nativos de dicha región, y su expulsión marcó el inicio de un periodo de grave decadencia en Maynas, que la Corona española se interesó en revertir.[5] Para sustituir a los jesuitas se pensó en las congregaciones franciscanas del Colegio de Ocopa, que venían colonizando la Región Oriental del Alto Ucayali, pero para ello era necesario unificar la labor de estos operarios religiosos. Requena propuso al respecto la creación del Obispado de Maynas.[6]

- Requena remitió un informe escrito al rey de España, donde sostuvo que lo más conveniente para una buena defensa y administración de las misiones de Maynas que permitiera su progreso, era que dejaran de ser parte del Virreinato de Nueva Granada y se uniesen al del Perú. Años después, Requena ocupó un asiento en el Consejo de Indias, en donde en sucesivas alegaciones, defendió verbalmente esta misma posición. Su razón fundamental era que, desde el Virreinato del Perú, las misiones de Maynas «podían ser más pronto auxiliadas, mejor defendidas, y fomentarse algún comercio, por ser accesibles, todo el año, los caminos… a los embarcaderos de Jaén, Moyobamba, Lamas, Plaza Grande y otros puestos, todos en distintos ríos, que dan entrada a todas aquellas misiones». Requena exponía así con la autoridad que le daba el hecho de conocer personalmente toda esa extensa región, que recorriera durante más de diez años. Fueron sus convincentes razones las que motivaron que la Corona le prestara atención y diera la Real Cédula de 1802.[7]

La Real Cédula de 1802 dice:

He resuelto que tenga por segregado del virreinato de Santa Fe y de la provincia de Quito y agregado a ese virreinato el Gobierno y Comandancia General de Mainas con los pueblos del Gobierno de Quijos, excepto el de Papallacta por estar todos ellos  a las orillas del río Napo o en sus inmediaciones, extendiéndose aquella Comandancia General no sólo por el río Marañón abajo, hasta las fronteras de las colonias portugueses, sino también por todos los demás ríos que entran al Marañón por sus margines septentrional y meridional como son Morona, Huallaga, Paztaza, Ucayali, Napo, Yavari, Putumayo, Yapurá y otros menos considerables, hasta el paraje en que éstos mismos por sus altos y raudales dejan de ser navegables: debiendo quedar también a la misma Comandancia General los pueblos de Lamas y Moyobamba... A cuyo fin os mando que quedando como quedan agregados los gobiernos de Mainas y Quijos a es virreinato auxiliés con cuantas providencias juzguéis necesarias y os pidiere el Comandante General y que sirvan en ellos no sólo para el adelantamiento y conservación de los pueblos, custodia de los misioneros sino también para la seguridad de mis dominios impidiendo se adelanten por ellos los vasallos de Corona de Portugal nombrando los cabos subalternos o Teniente de Gobernador que os pareciere necesarios, para la defensa de esas fronteras y administración de justicia...Así mismo he resuelto poner todos esos pueblos y misiones reunidos a cargo del Colegio Apostólico de Santa Rosa de Ocopa de ese Arzobispado...Igualmente he resuelto erigir un Obispado en dichas misiones...YO EL REY

#### Ejecución y cumplimiento de la Real Cédula de 1802
Según la posición ecuatoriana, la Real Cédula de 1802 nunca fue cumplida ni ejecutada, pues no recibió el pase del virrey de Nueva Granada y se opuso a su cumplimiento el presidente de Quito. Sin embargo, según los peruanos, el virrey de Nueva Granada, Pedro Mendinueta, al momento de entregar el mando a su sucesor, dejó claramente sentado en su memoria que la Comandancia de Maynas se había segregado de su jurisdicción y agregado al Virreinato del Perú, justificando dicha medida por su lejanía con la capital, Santa Fe. Se sabe también que el presidente de Quito, Barón de Carondelet, consultó al fiscal Iriarte sobre lo dispuesto por la Real Cédula; dicho fiscal opinó que se guarde, cumple y ejecute la cédula, que se pasara a la Real Audiencia una copia legalizada y se comunicara a los gobernadores de Maynas y Quijos. Siguiendo dicha opinión, el Barón de Carondelet informó el 20 de febrero de 1803 al comandante general de Maynas sobre la orden de incorporarse al Virreinato peruano.
La posición ecuatoriana, también sostiene que el Perú, que desde el año de 1823 empezó negociaciones de límites con la Gran Colombia, nunca dio valor alguno para la demarcación de límites a esta real cédula de 1802. Tanto en las negociaciones de los Mosquera, en el convenio de Girón, en los protocolos del tratado de 1829 y en las discusiones del Protocolo Pedemonte-Mosquera, en los cuales se hicieron numerosas alusiones a la nombrada Cédula de 1802, nunca se trató de tomarla como base de demarcaciones territoriales; pero Brasil en el año de 1851, firmó un tratado con el Perú por medio del cual este último país entregaba a la jurisdicción grandes extensiones territoriales, que antaño habían pertenecido, en parte, tanto al Virreinato del Perú como al Virreinato de Nueva Granada. En cambio Brasil reconocía al Perú como su colindante en toda la extensión del río Yavarí y por la geodésica que parte de Tabatinga y va a dar al Río Caquetá en su confluencia con el río Apaporis. Esta Cédula de 1802 era muy conocida, pero nunca se le dio valor antes de 1851, en las demarcaciones territoriales. No fue encontrada en Moyobamba en 1846, como lo afirman algunos. Para que se vea lo usada y movilizada que ha sido, reproducimos a continuación lo que dice el doctor Antonio José Uribe al respecto en su estudio sobre límites con el Brasil:

Respecto de esta Real Cédula de 1802 conviene observar que hemos tenido a la vista tres ejemplares impresos, todas de fuente peruana y ninguno de ellos concuerda con los otros, a saber: el que reproduce el doctor Galindo, el que se contiene en el volumen publicado en Brasil y el presentado en el alegato de Perú ante el gobierno de España en 1889 en la cuestión de límites con Ecuador.

#### Pedido de supresión del obispado de Maynas
Una vez obtenida la aprobación papal el 28 de mayo de 1803, el rey dictó otra Real Cédula para efectivizar la erección del Obispado de Maynas y la toma de posesión por parte del obispo Sánchez Rangel. El 28 de mayo de 1809 el obispo inauguró su obispado.
El 21 de septiembre de 1811, Sánchez Rangel pidió por carta al rey la supresión del obispado. El obispo no estaba conforme con la extensión del obispado y se hallaba enemistado con el gobernador y con los franciscanos de Ocopa. El Consejo de Indias abrió un expediente y realizó consultas. El 28 de septiembre de 1812, el Consejo de Regencia de España e Indias pidió el "Expediente sobre la erección del Obispado de Maynas y las Cédulas que se expedieron en 1805 acerca de los límites". 
El 13 de septiembre de 1813, se dictó una Real Cédula, que dice en su primer artículo que manda a entregar al Ordinario las nuevas Reducciones y Doctrinas que tuviesen más de 10 años de fundación, proveyéndose en eclesiásticos seculares, conforme a las Leyes del Patronato. El 26 de septiembre de 1813, el obispo Sánchez Rangel comunicó al Ministro de Ultramar que solo asistían los religiosos de Quito en Maynas y dijo: es fuerza, pues, si se tratan de hacer justicia que se me ponga en otro Obispado que sea menos penoso.
El 1 de mayo de 1814, el censo ejecutado por Sánchez Rangel dice: en 58 Pueblos de los 90 de que se componía aquella Diócesis no habrá más que 8 sacerdotes asistentes, que 3 existían en los extremos del Obispado: 3 en pequeños ríos: 1 en el dilatado curso de los grandes ríos Guallaga y Marañon; y ninguno en el Napo, Putumayo, Ucayale y Pastaza: esto es 60 Pueblos sin Párroco y abandonadas casi todas las Misiones. El mismo obispo exclamaba en 1813: Desde que salieron los jesuitas de estas tierras no ha habido quien se contraiga a su fomento espiritual ni temporal; todos se han buscado a sí mismos. De esta proposición que es absoluta y de una eterna verdad se ha seguido naturalmente lo que estamos viendo y tocando con dolor, que ya no ha quedado cosa alguna de lo que aquellos padres establecieron y solo hay lo que produce la madre naturaleza.
El Consejo de Indias elevó un informe al rey el 19 de junio de 1818, proponiendo la conservación del obispado y de la comandancia general.

#### Oposición del presidente de Quito a la Real Cédula de 1802
El 22 de diciembre de 1814, el presidente de Quito, Toribio Montes, solicitó la creación de una capitanía general en Quito, pidiendo que se incluyera en ella a Maynas, creándose otro expediente en el Consejo de Indias para resolver sobre el pedido.
El 7 de febrero de 1816, Montes informó acerca de las Misiones de Maynas diciendo: "He manifesto a V.E. en informes anteriores, que las Misiones del Marañon se hallan en un sensible atraso, faltándoles el número completamente Ministros evangélicos (...)
En vista del pedido, la Contaduría General de España elevó un informe el 23 de diciembre de 1816:

La Contaduría ha reconocido atentamente todos estos antecedentes, y halla que el primer punto de que trata el Presidente de Quito relativo al Gobierno político y militar y espiritual de las Provincias de Mainas está decidido por las Reales Cédulas de 15 de Julio de 1802, en que se segregó del Virreynato de Santa Fe el Gobierno y Comandancia General de ellas, agregándolo al del Perú y sus Misiones al colegio de Santa Rosa de Ocopa, erigiendo en ellas un nuevo Obispado. Esta Real resolución fue dictada en consequencia de un maduro y detenido examen, previo informe del Señor Requena, con audiencia de los dos Señores Fiscales y á consulta del Consejo, el Presidente de Quito representa que no ha correspondido á las justas intenciones de Su Majestad y deseos de este Supremo Tribunal, antes, por el contrario, es gravosa á la Real Hacienda y perjudicial á los naturales de Mainas, que carecen absolutamente del pasto espiritual; mas esta exposición no está comprovada qual correspondía y no presta mérito para que por ella sola se proceda á alterar lo que se determinó con tanta reflección.

Con los informes de la Contaduría General y del Fiscal, el Consejo de Indias acordó el 29 de abril de 1819 consultar al rey, proponiendo no aceptar el pedido de Montes.

### Real Cédula de 1803

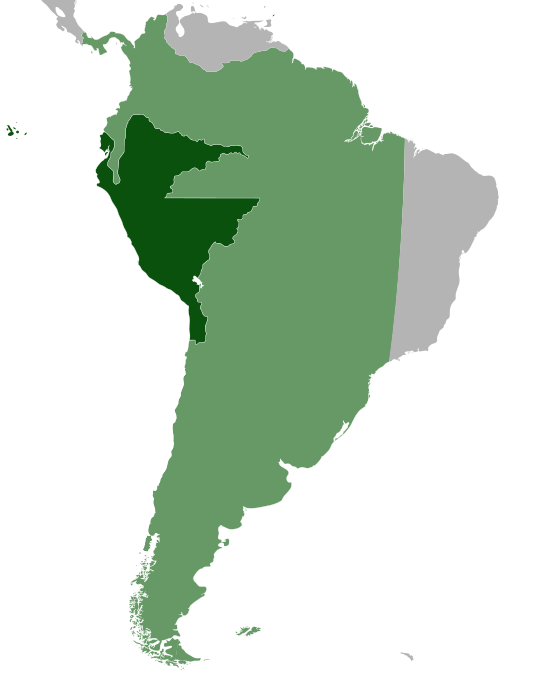
Virreinato del Perú en 1810, según las reales cédulas de 1802 y 1803.

La Corona española bajo el reinado de Carlos IV de España, el 7 de julio de 1803, ordenó la incorporación de la provincia de Guayaquil al Virreinato de Perú.
La real orden de 1803 se dio en atención a las necesidades militares y políticas del momento. Ya España había perdido la isla Trinidad, tomada por la poderosa escuadra inglesa, en represalia de que España se convirtió en aliada de Francia.
Para decidir la estrategia a seguir en América, se creó en Madrid la Junta de Fortificaciones de América, la cual consideró que Guayaquil se encontraba muy distante de Bogotá, la capital del virreinato de Santa Fe y que eso dificultaba su defensa.
Guayaquil, al igual que Paita, era un puerto objetivo de piratas y corsarios. No tenía comercio con la región norte de Colombia, en cambio era intenso con el Perú, sobre todo con la intendencia de Trujillo y en especial con el partido de Piura.
De hecho, Guayaquil en muchos aspectos dependía del Perú y fue entonces, que considerando las realidades, se decidió su incorporación al virreinato del Perú.
La Junta de Fortificaciones propuso el 28 de marzo de 1803, la anexión al Perú y el 7 de julio el rey expedía la siguiente real orden:

Excelentísimo Señor don Miguel Cayetano Soler. Ministro de Ultramar

Excelentísimo Señor.

Entre otras cosas que he consultado a su majestad; la Junta de Fortificaciones de América, sobre las defensas de la ciudad y puerto de Guayaquil, ha propuesto que, a fin de que ésta tenga  con ahorro del real erario, toda la solidez que conviene, debe depender el gobierno de Guayaquil del virrey de Lima y no del de Santa Fe, pues éste no puede darle, como aquel en los casos necesarios, los precisos auxilios, siendo el de Lima por la facilidad y la brevedad con que puede ejecutarlo, quien le ha de enviar los correos de tropas, dinero, pertrechos, armas y demás efectos de que carece aquel territorio; y por consiguiente, se halla en el caso de vigilar mejor, y con más motivo que el de Santa Fe, la justa inversión de los caudales que remita, y gastos que se hagan; a que se agrega que el virrey de Lima, puede según las ocurrencias, servirse con oportunidad, para la defensa del Perú, especialmente de su capital, de las maderas y demás producciones de Guayaquil, lo que no puede verificar el virrey de Santa Fe. – Y, habiéndose conformado su majestad con el dictamen de dicha Junta, lo aviso a vuestra excelencia; de real orden, para su inteligencia, y a fin de que por su ministerio a su cargo, se expidan las que corresponden a su cumplimiento. Dios guarde a V. E. Por muchos años. Palacio, 7 de julio de 1803. –Josef Antonio Caballero

Al dorso de esta real orden, el ministro de Ultramar, puso el siguiente proveído:

Madrid 8 de julio de 1803. A los virreyes de Santa Fe y del Perú trasladándoles el oficio de guerra, en la que, a consulta de la Junta de Fortificaciones, ha resuelto el rey, quede el gobierno de Guayaquil, dependiente del virreinato del Perú y no del de Santa Fe.

Los dos virreyes de inmediato procedieron a cumplir la real orden y de hecho y de derecho, pasó Guayaquil a formar parte del virreinato de Lima.
Fue el propio virrey de Santa Fe el que cursó comunicación a la corte española, haciendo saber que se había cumplido con la real orden. Por lo tanto, no tiene ninguna consistencia el alegato que alguna vez se hizo de que esa real orden jamás se cumplió.
La prueba la da el siguiente documento:

Excelentísimo Señor.

Por la real orden, expedida por el ministerio de Guerra, en 7 de julio de este año, que V. E. me transcribe con fecha del siguiente día 8, quedo enterado de haber resuelto su majestad separar de la dependencia de este virreinato y agregar al de Lima el gobierno de Guayaquil en conformidad con la propuesta que al efecto hizo la Junta de Fortificaciones de la América, y fundamentos que manifestó y que V. E. refiere sustancialmente. Y, habiendo trasladado el contenido al presidente de Quito y demás jefes principales de aquel distrito, le participó a V. E. en contestación para superior conocimiento.- Nuestro Señor guarde a V. E. muchos años.- Santa Fe 19 de diciembre de 1803.- Antonio Amar (virrey de Santa Fe).

Nueva Granada presentó un reclamo al rey, en el Tribunal del Consulado de Cartagena de las Indias, pues consideraba que Guayaquil había sido segregada solo en los asuntos mercantiles pero que aún estaba bajo su dominio. El rey Carlos IV de España respondió con la Real Cédula del 10 de febrero de 1806:

En vista de lo que consulta V.S. en carta del 25 de marzo del año anterior, sobre si la provincia de Guayaquil, a consecuencia de la agregación del Virreinato de Lima, debe depender en la parte mercantil de ese Consulado o del Lima, se ha servido S.M. declarar que la agregación es absoluta...YO EL REY.

### Real Cédula de 1819
La real cédula de 1819 fue la última cédula expedida por los reyes de España. 1815, la Gobernación de Guayaquil solicitó al rey de España que la separase del Virreinato de Perú y la adhieriera al Virreinato de Nueva Granada. El 23 de junio de 1819, según Real Cédula, el rey de España otorgó dicha petición y así Guayaquil volvió a la jurisdicción de la Real Audiencia de Quito.

Virrey Gobernador y Capitán General de las provincias del Perú y Presidente de mi Real Audiencia de Lima. Conformándose mi Augusto Padre, que esté en gloria, con lo que le propuso la Junta de Fortificaciones de América sobre la defensa de la plaza y puerto de Guayaquil (...); en cuya consecuencia he venido en declarar que estando ya restablecido el Virreynato de Santa Fé y en exercicio de sus funciones el Presidente y Audiencia de Quito á ésta toca atender en todas las causas así civiles y criminales del Gobierno de Guayaquil como en los asuntos de mi Real Hacienda, permaneciendo el mismo Gobierno sujeto en lo militar a ese Virreynato -del Perú-. Y para que esta mi Real determinación tenga su mas puntual cumplimiento, he resuelto preveniros, como por la presente mi Real Cédula os prevengo, dispongais inmediatamente la reposicion de la ciudad de Guayaquil y su provincia al ser y estado en que se hallaba antes de acordar en el año de 1810 vuestro antecesor el Marques de la Concordia su agregación a ese Virreynato. (...) Dada en Madrid á veinte tres de Junio de 1819. YO EL REY.10

## Época de la independencia

### Independencia de la Gran Colombia (19 de agosto de 1819)
Tras la Batalla del Pantano de Vargas y la Batalla de Boyacá, en las cuales el ejército patriota venció al realista, Bolívar y sus hombres tuvieron vía libre hacia Santa Fe de Bogotá, ingresando a la ciudad el 10 de agosto de 1819. El virrey Juan Sámano, advertido en secreto de la derrota en Tunja y Boyacá, huyó de la capital. El virreinato de Nueva Granada dejó así de existir, pero los realistas aún conservaban el poder en varias regiones del territorio, incluyendo a Popayán, Quito, Panamá, Cartagena y Caracas.
La República de Colombia fue proclamada el 19 de agosto de 1819, pero su constitución legal provino del Congreso de Angostura, convocado el 15 de febrero de ese año, el cual aprueba la Ley Fundamental de la República de la Gran Colombia, el 17 de diciembre de 1819, quedando así esta oficialmente constituida
Un nuevo Congreso, celebrado en Cúcuta, un año más tarde, estableció una Constitución para la Gran Colombia, el 30 de agosto de 1821. Por ella asumió la presidencia del nuevo estado republicano, el Libertador Simón Bolívar y como vicepresidente, Francisco de Paula Santander, quien asumió en realidad el mando, por ausencia de Bolívar. Esta puede ser considerada la primera Constitución de la Gran Colombia. Estaba compuesta por 10 capítulos, integrados en total por 91 artículos.
Se establecía que la Gran Colombia estaba compuesta por tres Distritos, denominados grandes: 1) Cundinamarca (hoy Colombia), 2) Venezuela y 3) Quito (hoy Ecuador) que a su vez se subdividían en Departamentos Corrientes y luego en Provincias. Éstas, volvían a fragmentarse en Cantones, que a su vez se dividían en Cabildos o Municipalidades, formados por Parroquias.

### Ley de División Territorial Gran Colombiana

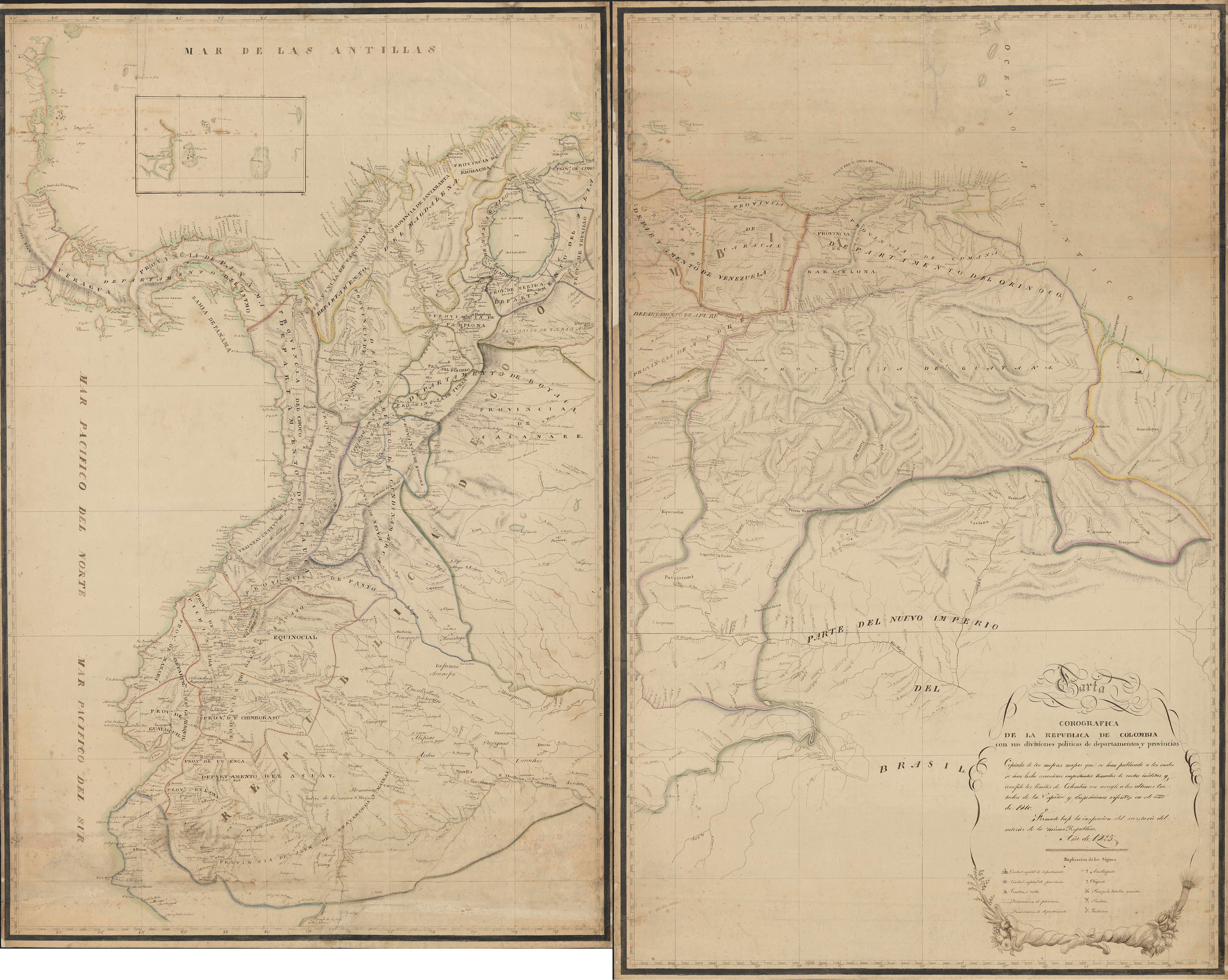
Organización territorial de la Gran Colombia en 1825, incluyendo pretensiones máximas.

Una vez incorporada la Presidencia de Quito a la Gran Colombia (29 de mayo de 1822), la Cámara de Representantes de los países grancolombianos dio estructura política y administrativa a todo su territorio, en tal forma que este organismo dictó el 25 de junio de 1824 la Ley de División Territorial de la República de Colombia, dividiendo el territorio grancolombiano en 3 Distritos: el del Norte, actual Venezuela; el del Centro correspondió a la actual Colombia; el del Sur comprendió lo que ahora es el Ecuador.
El Distrito del Sur lo componían 3 Departamentos: 1) Ecuador, 2) Azuay 3) Guayaquil.
- El Departamento de Ecuador lo formaban 3 provincias:

1. Pichincha
2. Imbabura
3. Chimborazo.

- El Departamento de Azuay lo formaban 3 provincias:

1. Cuenca
2. Loja
3. Jaén de Bracamoros y Mainas.

- El Departamento de Guayaquil lo formaban 2 provincias:

1. Guayaquil
2. Manabi

### Independencia de Guayaquil en 1820
El lunes 9 de octubre de 1820, el puerto de Guayaquil se independiza de España. El miércoles 8 de noviembre, convocados por el ayuntamiento de dicha zona, los 57 representantes de todos los ayuntamientos eligieron a José Joaquín de Olmedo como Jefe Político de la Provincia Libre de Guayaquil, dictándose un "Reglamento Provisorio de Gobierno".
La Carta entregó el poder a un triunvirato integrado por José Joaquín de Olmedo, Francisco María Roca y Rafael Jimena. De inmediato se enviaron a Quito y Cuenca para que se unieran al pronunciamiento. La opinión en la ciudad estaba dividida, unos defendían la propuesta de que la Provincia Libre de Guayaquil se agregara al Protectorado del Perú, otros defendían la anexión a la Gran Colombia, mientras que otros sostenían que Guayaquil debía permanecer independiente.
El general Bolívar respaldado por un fuerte contingente militar se proclamó Jefe Supremo de la Provincia de Guayaquil y anexó a esta a la Gran Colombia, desconociendo al gobierno presidido por Olmedo. Ello provocó que Olmedo, Roca y Jimena se dirigiera hacia el Perú, temiendo una retaliación de Bolívar. 
Simón Bolívar recibió unos días después a José de San Martín, en calidad de Jefe del gobierno de la Provincia de Guayaquil, realizándose entonces la célebre Entrevista de Guayaquil, entre los dos libertadores de América. Uno de los puntos que debía discutirse en ese encuentro era el destino de Guayaquil, lo que Bolívar zanjó desde antes que San Martín desembarcara en el puerto, cuando desde tierra firme, envió al libertador argentino una epístola cordial en la que lo invitaba a desembarcar para poder abrazarlo «en el suelo de Colombia». En una carta dirigida a San Martín, fechada el 22 de junio de 1822, Bolívar expresó su renuencia a permitir que esta provincia se independice, pues temía que este hecho podría «inundar en desorden todo el sur de Colombia». En la misma misiva manifestó «no permitir más tiempo la existencia anticonstitucional de una Junta, que es el azote del pueblo de Guayaquil». Desde entonces, una corriente peruanista ha insistido en que Bolívar arrebató al Perú la provincia de Guayaquil.
El 31 de julio de 1822, la ciudad de Santiago de Guayaquil declaró su anexión oficial a la Gran Colombia.

### Tumbes
Región que formó parte de la Real Audiencia de Quito según la Cédula Real de 1563 sin modificación. En algún momento a finales del siglo XVIII es incluida de facto en la Intendencia de Trujillo. En la gesta emancipadora, Tumbes respaldó la independencia de Trujillo, departamento al que llevaba unido un tiempo, siendo administrada desde Piura. además proclamó su propia independencia de España, el 7 de enero de 1821. Seis meses después, el 28 de julio de 1821 José de San Martín declaró la independencia del Perú y anexó Tumbes. Simón Bolívar consideró esto como una ilegal ocupación y usurpación de territorio de la Gran Colombia por Perú durante la guerra de independencia y mandó una protesta.

### Jaén
Jaén de Bracamoros perteneció a la Real Audiencia de Quito y el Virreinato de Nueva Granada bajo el mando del gobernador Juan Miguel Melo. El Gobernador de Jaén fugó antes la noticia de que una fuerza armada de patriotas chotanos del pueblo de Choros venía a Jaén. Juan Antonio Checa fue elegido nuevo gobernador de Jaén el 8 de mayo de 1821 por el Cabildo de Jaén. Por influencia del gobernador Juan Antonio Checa, la ciudad proclamó la independencia de la ciudad de Jaén de Bracamoros, la cual fue ratificada el día 4 de junio de 1821. Algunos años después los peruanos justificarían la anexión de Jaén al Perú según el principio jurídico de libre determinación de pueblos. 

Acta de Independencia de Jaén de Bracamoros:

Don Juan Antonio Checa gobernador por la patria de la provincia de Jaén de Bracamoros. 

Certifico: Que en este día habiéndose reunido todo el vecindario de esta ciudad a consecuencia de la citación que se le hizo, proclamo la patria y juro voluntariamente la gloriosa independencia con general aplauso y repetidos vivas, que luego conducidos a la Iglesia en ella juro igualmente la misma independencia el venerable cura Licenciado Don Juan Francisco Garai. Manifestando tener orden para el efecto del Señor Gobernador del Obispado comunicada por medio del vicario de provincia que en seguida hizo una exhortación muy elocuente y expresiva al intento; y después celebró la misa de gracias necesaria en estos casos con su respectivo Te Deum, que de este modo concluyo este acto manifestando, siempre todo el concurso muchos plasemes y regocijo que en los pueblos de esta jurisdicción no dudo se este practicando lo mismo a consecuencia de las órdenes y comisiones que tengo dadas, cuyas contestaciones de cumplir con exactitud quedan en mi poder. Y para que conste donde convenga y obre los efectos que hay lugar en derecho, firmo la presente en la Ciudad de Jaén Independiente.

En lo civil Jaén dependía de la Real Audiencia de Quito pero eclesiásticamente dependía de la diócesis de Trujillo de la que era obispo el Dr. José Carrión y Marfil, mientras que Alejandro Crespo y Casaus era el cura y vicario de Jaén. José Ignacio Checa, natural de Quito, gobernó la provincia de Jaén hasta 1815. Juan de Melo, su sucesor, nombrado por el presidente de Quito, gobernó Jaén y Maynas hasta 1821, en que proclamaron la independencia.
A consecuencia de la fuga del gobernador Juan de Melo, el Cabildo de Jaén eligió gobernador a Juan Antonio Checa el 8 de mayo de 1821 y Juan Antonio Checa aceptó el 9 de mayo de 1821. El Cabildo abierto del 4 de junio de 1821, después de jurar la independencia de Jaén, ratificó el nombramiento del gobernador Checa, quien se dirigió inmediatamente al general San Martín, notificándole su nombramiento, comunicación que envió por medio del gobernador de Lambayeque y el presidente de Trujillo, Torre Tagle. La comunicación pasada a San Martín sobre el juramento de la independencia de Jaén fue contestada por el ministro Bernardo Monteagudo.
La presidencia de Trujillo le comunicó al gobernador de Jaén la proclamación de la independencia en Lima el 28 de julio de 1821 y el establecimiento de la bandera y el estandarte nacional. El 30 de junio de 1822, la presidencia o Departamento de Trujillo pasó una circular que se proceda a realizar elecciones de diputados al Congreso. La provincia de Jaén respondió a ese llamamiento y procedió a elegir como diputado propio a Alejandro Crespo, quien fue reconocido como uno de los diputados de la Presidencia de Trujillo por la Junta Reguladora del Departamento. La provincia de Jaén se incorporó a la Presidencia de Trujillo bajo el principio jurídico de libre determinación de pueblos. Dentro del sistema electoral adoptado por el Perú en 1822, Jaén estuvo representada por todos los diputados de la integridad de la Presidencia de Trujillo. Alejandro Crespo se incorporó a la Cámara el mes de noviembre de 1822 y firmó, como los otros diputados de Trujillo, las bases de Constitución peruana.
El 22 de julio de 1822 Sucre ordenó que Jaén jurase la constitución colombiana y procediese a realizar elecciones; al mismo tiempo la Corte de Quito comunicaba su instalación, a esta provincia. La ciudad de Jaén rechazó la orden de Sucre indicando que tenía diputados en el Congreso de Perú.

### Maynas
Maynas perteneció a la Real Audiencia de Quito en el  Virreinato del Perú desde 1563 y fue adscrita al Virreinato de Santa Fe de Bogotá en 1717, pero después de 1802 pasó a ser una gobernación directamente dependiente del Virreinato del Perú por Real Cédula del 15 de julio de 1802. 
Luego de la llegada del general San Martín al Perú en 1820, los patriotas peruanos marcharon hacia Moyobamba, la capital de Maynas, y derrotaron a los realistas en la batalla de Higos Urco, el 6 de junio de 1821. La jura de la independencia de Maynas se llevó a cabo en Moyobamba, el 19 de agosto de 1821.
El Decreto Supremo del 26 de abril de 1822, firmado por el gobierno peruano del Marqués de Torre Tagle, transformó la Comandancia General de Maynas en el Departamento de Quijos con derecho a elegir diputados al Congreso del Perú. En 1825 Maynas pasó a integrar el departamento peruano de La Libertad.
La república de Perú en su defensa, alega que  Maynas pasó a ser territorio peruano sobre la base de dos principios: el uti possidetis de 1810 y, fundamentalmente, por el de la libre determinación de pueblos. Este hecho fue reconocido por el Secretario de Relaciones Exteriores de Colombia, Estanislao Vergara, en una carta que enviara a Rufino Cuervo, Encargado de Negocios de Nueva Granada en Ecuador:

...Se lo disputamos a los peruanos en tiempo de Colombia, prevaliéndonos de su ignorancia de lo que había pasado desde el año 1802 en adelante; mas no porque directamente se tuviera algún derecho a ese territorio... perteneció al Virreinato de Nueva Granada hasta el año de 1802; pero entonces, por Cédula de 15 de julio, se segregó de él y se agregó al del Perú.
...Así es que si el gobierno del Ecuador quiere llevar la gestión adelante por el Uti Possidetis de los virreinatos, su causa es perdida.
Estanislao Vergara Sanz de Santamaría

### Independencia del Perú (28 de julio de 1821)
A pesar de que el Virreinato de Perú fue el centro de la dominación española, que reprimió a los movimientos juntistas surgidos en el continente a partir de 1809, se produjeron algunos movimientos revolucionarios en territorio peruano, de los cuales destacó la rebelión de los hermanos Angulo y de Pumacahua en el Cuzco, en 1814. Los revolucionarios cuzqueños se dividieron en tres frentes y tomaron La Paz, Huamanga y Arequipa. Esta sublevación fracasó debido a la reacción de los realistas, quienes, contando con la ventaja militar, derrotaron, capturaron y ajusticiaron a los líderes rebeldes.
En ese entonces, las fuerzas de Bolívar por el norte y las de San Martín por el sur, constituían un serio peligro para el último reducto de los realistas en el Perú. En efecto, San Martín avanzó por el Pacífico con un poderoso ejército y desembarcó en Paracas, de donde envió al general Juan Antonio Álvarez de Arenales hacia el interior y él por su parte se acercó al Callao, lo bloqueó con sus buques y luego desembarcó en el norte de Lima, estableciendo su cuartel en Huaura.
Las provincias del norte se adhirieron a San Martín (entre ellas Tumbes, Jaén y Maynas, que juraron su independencia); también se pasaron a sus filas una parte del ejército del Virrey. Después de estos acontecimientos importantes, San Martín penetró en Lima el 9 de julio de 1821 y proclamó en la Plaza Mayor la independencia del Perú, el 28 de julio de 1821.
En vista de que fuerzas realistas mantenían una férrea resistencia en la Sierra Central y Sur, el Congreso Peruano llamó a Bolívar para que culminara la guerra de la independencia de la América española en suelo peruano.
Las tropas patriotas, conformada por grancolombianos y peruanos, libraron las batallas de Junín, el 6 de agosto de 1824 y de Ayacucho, el 9 de diciembre del 1824. Como resultado del triunfo en estas luchas se firmó la capitulación de Ayacucho, en la que las autoridades españolas reconocieron la Independencia del Perú.

## Época del conflicto entre Perú y la Gran Colombia

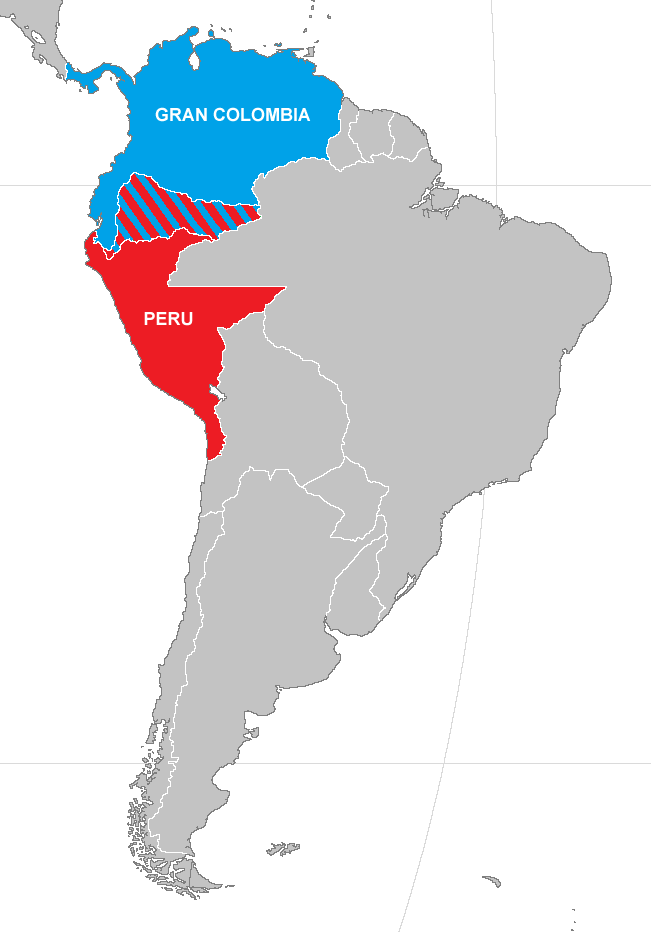
La Gran Colombia y el territorio en disputa con el Perú.

### Negociaciones de límites entre Colombia y Perú (1822-1823)
En 1822 llegó a Lima Joaquín Mosquera, en su calidad de ministro plenipotenciario de Colombia, ante el gobierno del Perú (representado entonces por el Protectorado de José de San Martín). Se entrevistó con el ministro de Relaciones Exteriores, el argentino Bernardo de Monteagudo, para discutir sobre dos asuntos:
- El reconocimiento de parte del Perú de que Guayaquil se incorporara a Colombia; y
- La adhesión del Perú a un pacto de unión, liga y de confederación perpetuo entre las naciones de América.

Mosquera, argumentaba los derechos de Colombia sobre Guayaquil a base de los límites virreinales de 1810 «en cuanto no estuviesen modificados por el derecho posterior a la revolución». Sin embargo, Guayaquil había retornado al Virreinato del Perú por la cédula de 1803. Monteagudo respondió que el Perú ya había reconocido la independencia de la Junta de Gobierno instalada en Guayaquil, cuyos habitantes estaban mayormente a favor de pertenecer al Perú, mas no usó su favor la Real Cédula de 1803 y su ratificación de 1807. Al no ponerse de acuerdo en este punto, postergaron las discusiones de límites para otra ocasión y firmaron el 6 de julio de 1822 un tratado de amistad y alianza entre Perú y Colombia. En el quedó estipulado que «la demarcación de los límites precisos que hayan de dividir los territorios de la República de Colombia y el Estado del Perú se arreglará por un convenio particular después que el próximo Congreso Constituyente del Perú haya facultado al Poder Ejecutivo del mismo Estado para arreglar este punto…»
Finalmente se impuso la decisión de Bolívar y Guayaquil fue anexada a Colombia, forzando la voluntad de la población guayaquileña.
Arribado Bolívar al Perú, se firmó en Lima otro tratado entre Perú y Colombia, el Convenio Galdeano-Mosquera, el 18 de diciembre de 1823. En él se estableció que «Ambas partes reconocen por límites de sus territorios respectivos, los mismos que tenían en el año de mil ochocientos nueve los ex virreinatos del Perú y Nueva Granada.» Fue aprobado por el Congreso peruano, pero meses después lo desaprobó el congreso colombiano.
Cabe destacar que mientras gobernó Bolívar como Dictador del Perú entre 1823 y 1826, no planteó reclamos territoriales al Perú e incluso nombró gobernadores en Jaén.
En septiembre de 1826, Bolívar regresó a Colombia, dejando el gobierno del Perú a un Consejo de Estado. Sin embargo, una fracción liberal y nacionalista de ciudadanos peruanos desconoció el régimen bolivariano, en enero de 1827.

### La guerra grancolombo-peruana (1828-1829)
El 3 de julio de 1828 estalló una guerra entre la República Peruana y Colombia, compuesta en esa época por los territorios de Venezuela, Colombia,Panamá y Ecuador. El presidente grancolombiano, Simón Bolívar, después de diversos incidentes diplomáticos, en los que ambas partes se ofendieron mutuamente, declaró la guerra, con el objetivo de mantener los territorios de Tumbes, Jaén y Maynas, que consideraba parte del distrito del Sur, como lo fue en la Audiencia de Quito, y que habían sido ocupadas por las tropas peruanas en el curso de la guerra de la independencia. A lo cual el Perú repuso que dichas provincias habían decidido voluntariamente ser parte de su territorio, bajo el principio de la libre determinación de los pueblos.
En el transcurso de la guerra, la flota peruana vence a su par colombiano en el combate de Malpelo el 31 de agosto y en el combate de Cruces el 22 de noviembre de 1828, el Perú ocupó el puerto de Guayaquil y la provincia de Loja en el departamento de Azuay, que era uno de los tres departamentos que componían el Distrito del Sur de la Gran Colombia (que corresponden al territorio del actual Ecuador). El ejército peruano lo integraban alrededor de 4.000 soldados y el grancolombiano, 4.200. 
El último encuentro librado fue la Batalla del Portete de Tarqui (27 de febrero de 1829). La batalla dio inicio cuando una avanzada peruana de reconocimiento compuesta por alrededor de 1000 hombres, se vio cercada por el ejército de la Gran Colombia. A pesar de la derrota, la reserva de las fuerzas peruanas se mantuvo intacto, esperando la batalla final.
La caballería grancolombiana, bajo el mando del Coronel Daniel Florencio O'Leary, intentaba cortar la retirada de la infantería peruana; en vista de ello el general argentino Mariano Necochea, al frente de los Húsares de Junín, comandó una carga de caballería que consiguió desbaratar a la caballería contraria.
Fue en este encuentro cuando se produjo el célebre duelo a lanza entre el coronel peruano Domingo Nieto, jefe del primer escuadrón de los Húsares de Junín, y el coronel José María Camacaro, que mandaba al célebre escuadrón Cedeño, para evitar así más derramamiento de sangre y ahorrar municiones, que tenían agotados ambos ejércitos. En el duelo de lanzas triunfó el coronel Nieto y Camacaro fue muerto.
La batalla final nunca sucedió, pues ambas partes decidieron poner fin a la guerra, celebrándose el Convenio de Girón. Se acordó que las fuerzas peruanas se habrían de retirar de la provincia del Azuay y Guayaquil. La Gran Colombia durante las negociaciones no reclamó los territorios de Tumbes, Jaén y Maynas. Sin embargo, La Mar decidió continuar con las hostilidades.
La Marina de Guerra del Perú aún continuaba dueña del mar y el ejército grancolombiano no se hallaba en condiciones de intentar recuperar Guayaquil. Finalmente el mismo Bolívar se había desplazado hacia el sur para dirigir la campaña para recuperar el puerto.
La guerra acabó inesperadamente con un golpe de Estado por parte de Agustín Gamarra y otros jefes peruanos en Lima, que derrocó a La Mar. El nuevo gobierno de Agustín Gamarra cesó las hostilidades y se avino a celebrar la paz.

### Tratado de Guayaquil (Larrea-Gual) de 1829
Ante la insistente petición de Bolívar, se pudo concertar el Tratado de Guayaquil (también llamado Tratado Larrea-Gual), el 22 de septiembre de 1829, y de inmediato las partes designaron sus representantes. Por Colombia intervino su ministro plenipotenciario Pedro Gual y por Perú actuó su ministro plenipotenciario José de Larrea y Loredo.
Es necesario resaltar que este Tratado fue de “paz y amistad”, mas no de límites, pues no trazó una línea de fronteras, ni tampoco se refirió a la soberanía de determinadas provincias. Se restringió a establecer la base que debía servir para la delimitación entre ambos países y el procedimiento que se emplearía para la misma. La base se explica en el siguiente párrafo:

Ambas partes reconocen por límites de sus respetivos territorios, los mismos que tenían antes de su independencia los antiguos Virreynatos de Nueva Granada y el Perú, con las variaciones que juzguen convenientes acordar entre sí, a cuyo efecto se obligan desde ahora a hacerse recíprocamente aquellas cesiones de pequeños territorios que contribuyan a fijar la línea divisoria de una manera más natural exacta y capaz de evitar competencias y disgustos entre autoridades y habitantes de la frontera.

Es decir, estableció que como referente básico para una delimitación definitiva se consideraran las fronteras virreinales, pudiendo hacerse pequeñas modificaciones de común acuerdo, para facilitar dicho trabajo. 
Y, en cuanto al procedimiento para realizar dicha delimitación, dispuso que se debería nombrar una Comisión de dos personas por cada República para que recorrieran, rectificaran y fijasen la línea divisoria, trabajos que se debían iniciar 40 días más tarde de haber sido ratificado el tratado por ambos países. El trazo de la línea comenzaría en el río Tumbes. En caso de desacuerdo se sometería a un arbitraje de un gobierno amigo.

### Instrucciones de Simón Bolívar a los comisionados para la demarcación de límites
Los comisionados colombianos designados para la demarcación de límites fueron Eugenio Tamariz y Agustín Gómez. Con fecha el 10 de octubre de 1829, Bolívar les dio las siguientes instrucciones:

"Siendo el objeto de la Comisión de límites recorrer, fijar y ratificar la línea divisoria... conforme a las bases del artículo 5... deberían comenzar desde río Tumbes... Continuará la operación entre las Provincias de Jaén y Mainas, para lo que servirá de gobierno que la Gran Colombia desea recuperar todos los territorios desde el río Tumbes hasta donde entre el río Marañón en el territorio de la Provincia de Jaén. Las aguas de dicho río Marañón serán los términos divisorios de ambas Repúblicas; bien entendido que no se debe ceder nada de esta parte del Marañón que antes pertenecía a la Presidencia de Quito y Virreinato de Nueva Granada, ni reclamar nada del otro lado del Marañón, por ser este río el límite natural entre ambas Repúblicas. Deberá, por consiguiente, incorporarse en el territorio de la Gran Colombia todo el que se encuentre en este lado del río Marañón, aunque se suscite la disputa de estar en poder del Perú, además de ser territorio de la Provincia de Jaén, que es de la Gran Colombia, éste ceda el territorio que está al otro lado de la ribera opuesta. Como la Provincia de Jaén se extiende hasta el otro lado del río Marañón, y la Gran Colombia cede la parte de dicha Provincia opuesta a la ciudad de Jaén y separada por el río Marañón se tendrá entendido que el punto de coincidencia que forma la línea divisoria entre el territorio peruano y entre la Provincia de Jaén y el río Marañón al entrar en el territorio de esta última Provincia, será el punto más meridional en estos límites, y allí se fijarán, de una manera muy ostensible, las señales adaptadas para la fijación de límites divisorios."

El encuentro entre los delegados de la Comisión Delimitadora bipartita no llegó a producirse. Cuando los delegados colombianos llegaron a Tumbes en diciembre de 1829 no hallaron a sus pares peruanos y, ante el inicio de la estación de lluvias, decidieron postergar los trabajos. En abril de 1830 fueron nombrados los delegados peruanos José Félix Castro y Modesto de la Vega. Poco después, ocurrió la disolución de la Gran Colombia, lo que puso fin a las negociaciones que se habían iniciado al respecto, y no la negativa de alguna de las partes a ejecutarlas.

### La misión de Tomás C. Mosquera en Lima

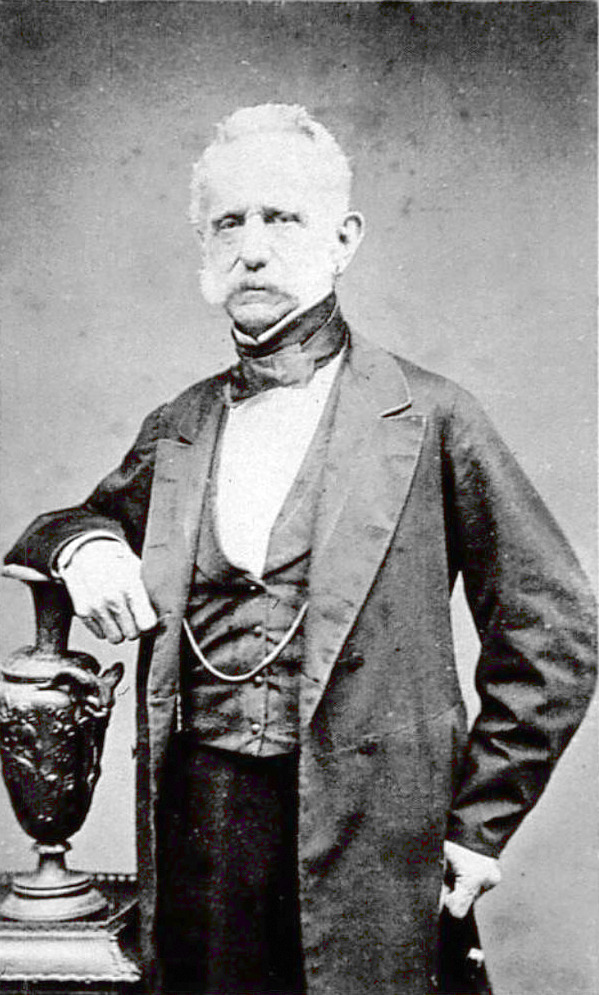
Tomás Cipriano de Mosquera.

Al mismo tiempo en que enviaba a los comisionados colombianos a la frontera, Bolívar designó como ministro en Lima a Tomás Cipriano de Mosquera, a quien, el 1 de noviembre de 1829, dio instrucciones "sobre dudas que pueden ocurrir respecto de la Provincia de Maynas. Yo insisto terminantemente en que debemos tomar el río Marañón por límites de esas tierras, porque la Cédula de 1802, si es que ha existido, no ha llegado a tener cumplimiento como estoy muy bien informado sobre este punto. Además, la naturaleza nos ha dividido, por el río Marañón en esos desiertos, y es el único modo de evitar guerras y querellas."
Bolívar insistía en su reclamo de Jaén y parte de Maynas, queriendo imponer como límite el Marañón (es decir, el río Amazonas), lo que iba contra el espíritu y la letra del Tratado de 1829, al querer obligar al Perú a ceder extensas regiones selváticas, cuando dicho tratado solo hablaba de “pequeñas concesiones” mutuas.
Mosquera comenzó sus gestiones a principios de diciembre de 1829. Propuso al canciller peruano José de Armas, hacer un convenio de límites que sirviera de base a los comisionados, pues el Tratado de 1829 se mostraba “indefinido” al respecto. Ambas partes llegaron a ponerse de acuerdo en algunos puntos. Al principio, hubo consenso en empezar la línea en el río Tumbes, pero, en cambio, no se pudo llegar a un acuerdo sobre los ríos Chinchipe y Huancabamba. Los peruanos querían que la línea pasara por Chinchipe, pero Mosquera insistía en Huancabamba. 
En febrero de 1830, el señor José María Pando, nuevo canciller del Perú, envió un sorpresivo oficio al negociador colombiano, en el que indicaba que, a fin de evitar confusión, las partes debían acordar el siguiente proyecto de límites: la línea Río Zarumilla (en vez de Tumbes), Chinchipe (en vez de Huancabamba) y Marañón (es decir, el río Amazonas). Esto último implicaba que el Perú cedía generosamente toda la extensa región selvática al norte del Amazonas, es decir, gran parte de Maynas. Pero la insistencia del ministro colombiano, que no se contentaba con solo ganar “unas selvas en Jaén y Maynas”, hizo imposible un arreglo definitivo. Poco después, ocurrió la disolución de la Gran Colombia, por lo que el gobierno de este país no llegó a responder oficialmente al proyecto de Pando.

### Protocolo Pedemonte-Mosquera de 1830
En 1870, la cancillería Colombia dio a conocer un protocolo. Al no cumplir por parte del Perú el envío de sus miembros de la Comisión Delimitadora a Tumbes, el Gobierno de la Gran Colombia realizó un reclamo y, en repuesta de esta gestión, se suscribió en Lima, un Protocolo Adicional al Tratado de Guayaquil de 1829. Este es conocido como el Protocolo Pedemonte-Mosquera de 1830 y se suscribió supuestamente el 10 de agosto de 1830 entre el ministro de Relaciones Exteriores del Perú –Dr. Carlos Pedemonte –, y el ministro Plenipotenciario de Colombia –General Tomás C. Mosquera–. Como Carlos Pedemonte mencionara la Real Cédula de 1802, el general Tomás C. Mosquera contestó que conforme al artículo 5 del Tratado de Guayaquil de 1829 entre las dos repúblicas, debía reconocerse como límite el que tenían antes de la Independencia los dos virreinatos de la Nueva Granada y el Perú; que se redactó en tales términos el artículo para tener un punto de partida seguro para fijar límites; y que siendo aquellos límites indefinidos si se ve con atención la Cédula del Rey de España Felipe II, que erigió la Audiencia de Quito (29 de agosto de 1563), se vería que una gran parte del territorio de la derecha del Marañón pertenecía a aquella jurisdicción..., que la Provincia de Maynas volvió a pertenecer al Virreinato de Nueva Granada, y que en la Guía de Forasteros editada en España, para 1822 se encontraba aquella provincia agregada al Virreinato de Nueva Granada y le presentó un ejemplar auténtico. Le leyó también una carta del Libertador y Presidente de Colombia Simón Bolívar, donde respondía sobre el particular a una consulta que le hizo, y propuso que se fijase por base para los límites el río Marañón desde la boca del Yurati (en Brasil) aguas arriba hasta encontrarse con el río Huancabamba y el curso de este río hasta sus origen en la cordillera y de allí tomar una línea al río Macará para seguir y tomar las cabeceras del río Tumbes… Después de detenida la discusión convino el ministro de Relaciones Exteriores del Perú en estas bases; pero que las modificaba poniendo por término no la embocadura de río Huancabamba sino la del río Chinchipe... El Enviado de Colombia manifestó que todo lo que podía ceder era lo que ya había ofrecido, pues estaba probado, según él, que la Cédula de 1802 no fue aplicada y que tanto Maynas como Jaén dependieron del Virreinato de Nueva Granada. Finalmente, el ministro de Relaciones Exteriores del Perú aceptó las bases propuestas por el ministro Plenipotenciario de Colombia, dejando como punto pendiente su modificación y se consultase al Gobierno de Colombia esta modificación que pondría término a una cuestión enojosa... El Ministro de Colombia convino en todo, dando por reconocido el derecho de Colombia a todo el territorio de la ribera izquierda del Marañón, y reconociendo al Perú el dominio de la ribera derecha, quedando únicamente pendiente si los límites irían por Chinchipe o Huancabamba…
En resumen, este protocolo habría dejado reconocido el derecho de la Gran Colombia a todo territorio de la ribera izquierda del río Marañón (Amazonas) y, consiguientemente, todo territorio de la ribera derecha del Río Marañón (Amazonas) al Perú. Esto implicaba que la mitad de la inmensa provincia de Maynas pasaba a poder de Colombia. Quedarían solo pendientes los límites definitivos entre los ríos Chinchipe y Huancabamba, donde se localizaba Jaén de Bracamoros.
El Estado de Perú considera el Protocolo Pedemonte-Mosquera inexistente o al menos inválido, basándose en los siguientes puntos:
1. La no existencia de ningún original en los archivos nacionales de ninguno de los países involucrados.
2. Mosquera regresó a su país a bordo la goleta Guayaquileña que zarpó del Callao el 10 de agosto de 1830, el día antes de la supuesta firma del Protocolo.
3. El supuesto protocolo nunca fue ratificado por Perú o Gran Colombia, por lo que en el supuesto de encontrarse evidencia de su existencia, este carecería de toda validez.
4. Ecuador se había separado de la Gran Colombia meses antes de la supuesta firma del Protocolo; es decir, la Gran Colombia ya no existía el día de la supuesta firma, por tanto Mosquera no pudo firmar documento alguno, a nombre de un Estado que ya había dejado de existir.
5. El único texto producido de supuesto documento es una copia de una copia encontrada originalmente en el archivo de un ciudadano particular.
6. En la fecha de la supuesta firma del Protocolo, era Matías León –y no Carlos Pedemonte,– el encargado de la Cancillería peruana. León había asumido interinamente dicho despacho por hallarse mal de salud el ministro titular Pedemonte.

El historiador moderno Jorge Basadre escribió sobre sus razones para sostener la inexistencia de este protocolo:

El historiador Luis Ulloa, a quien débese una minuciosa investigación sobre las relaciones peruano-colombianas en 1829 y 1830, ha demostrado la falsedad del supuesto protocolo que Mosquera dio a conocer sólo en 1870. Algunas de las razones enarboladas para sostener esta falta de autenticidad se relacionan con la historia de la misión Mosquera, las circunstancias predominantes en agosto de 1830, el estilo del documento, las diferencias entre las copias presentadas y su contenido. Aparte de sus fallas gramaticales, el protocolo aparece como sospechoso a la luz de una crítica interna porque, de acuerdo con su texto, en el cambio de ideas entre los dos negociadores, Pedemonte se vuelve mudo cuando, ante su referencia a la cédula de 1802, Mosquera le presenta una Guía de Forasteros editada en España que incluía al gobernador de esa zona entre los funcionarios del Virreinato de Santa Fe. Esto quiere hacer creer que un hombre de tanta cultura como el canciller peruano ignoraba la existencia de las Guías de Forasteros publicadas en el Perú, según las cuales Maynas pertenecía a este Virreinato y tampoco tenía noticias de otros documentos comprobatorios de la vigencia de la cédula. Toda la habilidad dialéctica y la erudición histórica se concentran en el plenipotenciario colombiano cuya elocuencia aparece reproducida con prolijidad ajena a la técnica de un protocolo de fijación de límites. Ulloa presentó, además, pruebas analíticas, testimoniales y materiales de la falta de autenticidad del referido documento. Entre otras, enumeró las siguientes: 1° En un folleto impreso en 1843, Mosquera se limitó a hacer la historia de sus negociaciones con Pando y no mencionó a Pedemonte ni al protocolo; 2° El mismo Mosquera, en una carta que mandó al ministro de Relaciones Exteriores de Nueva Granada en 1853, a propósito del tratado peruano-brasilero de 1851, narró nuevamente la historia de su misión en Lima, más o menos en la misma forma que en 1843 y tampoco aludió al protocolo permaneciendo en igual mutismo posteriormente y manteniendo la misma actitud en su defensa autobiográfica cuando estaba enjuiciado en 1867; 3° En su memoria de 1831, Pedemonte no comunicó al Congreso la firma de documento alguno en relación con los límites peruano-colombianos; 4° Mosquera, según consta en periódicos de la época, se embarcó en el Callao en viaje a Colombia el 9 de agosto en un buque que se dio a la vela el 10, o sea un día antes de la fecha en que aparece firmado el protocolo; 5° Entre el 7 y el 11 de agosto estuvo a cargo del despacho de Relaciones Exteriores el ministro de Gobierno Matías León cuya firma aparece en los documentos oficiales de aquel ramo; 6° El 6 y el 11 de agosto el comodoro Waldegrave, jefe de la división naval inglesa en el Pacífico, dirigió notas al canciller Matías León con motivo de un juicio de presas que se seguía ante el tribunal respectivo en el Callao; 7° Cuando Mosquera llegó a Guayaquil en 1830 no dio a la publicidad la noticia de que habían concluido sus gestiones con la gran victoria diplomática para Colombia que se atribuyó en 1870; 8° Cuando en 1841 discutieron los señores Valdivieso y León los límites territoriales del Ecuador y el Perú y esgrimieron ambos diplomáticos argumentos de carácter histórico, el protocolo de 1830 no fue mencionado (esta última reflexión fue formulada por primera vez por el escritor colombiano Gumersindo Yépez en 1911 y Ulloa la recogió y amplió).

El origen del Protocolo Pedemonte-Mosquera se sustenta en que, efectivamente, hubo negociaciones para el trazado de límites entre el enviado colombiano Tomás C. Mosquera y la cancillería peruana en Lima entre 1829 y 1830, pero Perú argumentó en que estas no se cristalizaron en acuerdo alguno; la disolución de la Gran Colombia puso punto final a las negociaciones, el mismo Mosquera declaró en un libro que publicó en 1843, que en 1830 se retiró de Lima sin haber concluido un acuerdo de límites.

### Disolución de la Gran Colombia
Por el año de 1830, todos los pueblos integrantes de la Gran Colombia se mostraban descontentos con el Gobierno de Simón Bolívar y con el predominio de los militares en todas partes. El propio Libertador comprendía que los hombres y las cosas gritaban por la separación.
Como una medida para apaciguar los ánimos, Bolívar convocó a un Congreso Constituyente que fue calificado de Congreso Admirable. Los representantes de todos los Departamentos eligieron a Antonio José de Sucre como Presidente de este evento.
La medida no produjo los efectos deseados y el 6 de mayo de 1830 la antigua Capitanía General de Venezuela proclamó su emancipación y se organizó como República soberana e independiente. El Congreso Constituyente de ese país desconoció las resoluciones del Congreso Admirable, declaró a Bolívar fuera de la ley y nombró como su primer Presidente al General José Antonio Páez.
En la ciudad de Quito, se reunió una Junta de notables para dilucidar sobre la posición del Distrito Sur (compuesta por las 3 Departamentos de Colombia - Ecuador, Azuay y Guayaquil) frente de la Gran Colombia y al gobierno de Simón Bolívar, luego de la separación de Venezuela.
Luego de varias intervenciones el 13 de mayo de 1830 resolvieron constituirse en Estado libre e independiente con el nombre de República de Ecuador, integrado por los Departamentos de Ecuador, Azuay y Guayaquil y los otros Departamentos de la Gran Colombia que más tarde quieran incorporarse (como el Departamento de Pasto). El Departamento de Pasto antes de la separación había pedido su incorporación al Estado del Ecuador. El General Juan José Flores se encargó del mando supremo, hasta cuando se reuniera la Primera Constituyente.

## Época de la disputa territorial entre Perú, Ecuador, Colombia y Brasil
Venezuela,  Nueva Granada y Ecuador se formaron al separarse de la Gran Colombia, en tanto Perú siguió ocupando Tumbes, Jaén y Maynas. El naciente Estado del Ecuador, inicialmente no reclamó al Perú ninguna de esas provincias; ello solo lo haría en años posteriores. El Estado de Nueva Granada (Colombia) reclamaba territorios entre los ríos Caquetá y Napo-Amazonas. Brasil reclamaba territorio amazónico hasta el puerto de Tabatinga.

### El Tratado Pando-Novoa
Disuelta la Gran Colombia, la nueva República del Ecuador envió a Lima una misión diplomática para crear vínculos con el gobierno peruano,
El Tratado Pando-Novoa fue el primero celebrado entre las Repúblicas del Perú y el Estado del Ecuador, siendo firmado en Lima el 12 de julio de 1832. Intervino por Ecuador el Sr. Diego Noboa, en su carácter de Ministro Plenipotenciario de Ecuador, y por Perú el Sr. canciller José María Pando, los mismos que suscribieron dos Tratados, uno de Amistad y Alianza, y el otro relativo al Comercio. En ellos se reconocían y respetaban los límites vigentes entre ambas naciones, mientras se celebrara un “convenio de arreglo de límites”. Gobernaba entonces en el Perú el general Agustín Gamarra.
Según el historiador peruano Basadre, este Tratado fue muy importante para el Perú por las siguientes razones:

1°) Porque es el único tratado mencionando los “límites”, firmado entre el Perú y el Ecuador, desde la fundación de esa República hasta 1887, en que ambos países pactaron el arbitraje.

2°) Porque confirma la caducidad del tratado de 1829.
 
3°) Porque reconoce el estado posesorio del Perú, o sea su derecho a Tumbes, Maynas y Jaén.

Los dos tratados fueron aprobados por los Congresos de ambos países, y fueron canjeadas las ratificaciones respectivas. La aprobación del Congreso ecuatoriano se dio el 13 de octubre de 1832, según nota del siguiente día del canciller J. Félix Valdivieso. El canje se efectuó el 27 de diciembre de 1832 entre los señores Manuel del Río y Antonio Elizalde.

### La Confederación Perú-Boliviana y Ecuador
Tras una guerra sangrienta librada de 1835 a 1836 en territorio peruano, el presidente boliviano Andrés de Santa Cruz y su par peruano Luis José de Orbegoso instauraron la Confederación Perú-Boliviana. Este ambicioso proyecto geopolítico tuvo, sin embargo, efímera duración. Un ejército aliado peruano-chileno, conocido como el Ejército Restaurador (llamado así porque se proponía “restaurar” la situación política de 1835), libró contra la confederación una guerra victoriosa, que culminó en la batalla de Yungay, en 1839. Santa Cruz marchó al exilio, hacia Ecuador. 
Durante el conflicto de los restauradores con los confederados, la diplomacia chilena intentó crear una  alianza con Ecuador, que por entonces era gobernado por Vicente Rocafuerte, un presidente civil de ideología moderada y progresista. Pero el general en jefe del ejército ecuatoriano, el venezolano Juan José Flores, se sintió atraído por la idea de encabezar un ejército chileno-peruano-ecuatoriano para enfrentar al Protector Andrés de Santa Cruz. Sin embargo, Rocafuerte decidió permanecer al margen de la guerra contra la Confederación Perú-boliviana e incluso se ofreció para mediar entre ambos contendientes, lo cual no fue aceptado por Chile.

### Juan José Flores y los emigrados antiperuanos en Ecuador
El general Juan José Flores sucedió a Rocafuerte en el gobierno de Ecuador en 1839. Ya por entonces había desaparecido la Confederación Perú-Boliviana, volviendo a ser el Perú y Bolivia estados separados. En Perú asumió el poder el general peruano Agustín Gamarra, de tendencia conservadora.
Flores fue un gobernante militarista que pretendió expandir el territorio de Ecuador a expensas de sus vecinos, Nueva Granada y Perú. Por intermedio del encargado de negocios chileno en Quito, propuso al gobierno de Chile repartirse el territorio peruano. Flores no solo aspiraba para el Ecuador los territorios peruanos de Jaén y Maynas, sino algunas porciones más al sur. Las razones que daba eran las siguientes: debía existir una distribución territorial más equitativa en el continente, la situación de pobreza del Ecuador y prevenir un supuesto avance peruano hacia Cuenca y Guayaquil. La cancillería chilena rechazó la propuesta de Flores el 10 de marzo de 1840, aduciendo que la política exterior de Chile era que se mantuviera en Perú el statu quo de 1835 (es decir, la situación territorial de antes de la invasión boliviana de Santa Cruz).
En Ecuador se refugiaron Santa Cruz y algunos de sus partidarios, quienes planearon organizar una expedición hacia el norte del Perú con ayuda de las autoridades de Guayaquil. Esta fue encabezada por Manuel Angulo al frente de 300 hombres, pero fue derrotada en Piura el 28 de mayo de 1841 por las fuerzas del coronel Baltasar Caravedo.
Santa Cruz, que aún guardaba esperanzas de recobrar el poder en Bolivia (donde todavía contaba con partidarios), continuó maquinando planes contra el Perú desde Ecuador [cita requerida]. Por diversas cartas conservadas, se sabe que su plan mayor era promover una alianza entre Ecuador y Nueva Granada (Colombia) para que atacaran al Perú. No es casualidad que por entonces, el Ecuador iniciara sus exigencias territoriales hacia el Perú (léase Tumbes, Jaén y Maynas), sin duda incitado por Santa Cruz y otros enemigos del gobierno peruano asilados en su territorio. Cabe destacar que desde su nacimiento como estado independiente en 1830, Ecuador no había tenido motivo de queja contra el Perú por motivos territoriales e incluso habían firmado ambos un tratado de amistad y alianza en 1832, pero solo fue a partir de 1841 cuando dicha nación reflotó el antiguo reclamo bolivariano de Tumbes, Jaén y Maynas.

### Negociaciones León-Valdivieso
El presidente peruano Agustín Gamarra seguía aún obsesionado por la idea de anexar Bolivia al Perú, de modo que planeó invadir dicho país, aduciendo que todavía actuaban allí los partidarios de Santa Cruz. Estallada la guerra entre Perú y Bolivia en 1841, Gamarra temió una posible intervención de Ecuador. Deseoso de mantener una situación de tranquilidad en su frontera norte, el gobierno peruano envió a Quito, como enviado especial, al doctor Matías León, para abrir negociaciones. 
El curso de la guerra peruano-boliviana continuaba. Después de ocupar La Paz, el 19 de octubre de 1841, Gamarra fue derrotado y muerto en Ingavi, el 18 de noviembre de 1841; esta victoria aseguró a Bolivia su independencia. El Perú, de invasor, se convirtió en país invadido que a la postre se realizó la expulsión de tropas bolivianas de territorio peruano gracias a la milicia peruana. Estos sucesos, si bien ocurridos en el otro extremo del Perú, influyeron en el curso de las negociaciones peruano-ecuatorianos.
Antes de conocerse en Quito las noticias de la derrota peruana en Bolivia, Matías León logró con el presidente de Ecuador Flores y el ministro de Ecuador José Félix Valdivieso un acuerdo ad hoc acerca de las bases para establecer los límites. El representante peruano presentó los puntos de vistas de su gobierno basándose en el tratado Pando-Novoa de 1832, pero Flores lo rechazó. Sin embargo, el 3 de diciembre de 1841, León propuso un nuevo tratado de la amistad, modelado según el instrumento ya mencionado, y con Valdivieso rápidamente alcanzó un acuerdo en sus 13 primeros artículos.
El 4 de diciembre de 1841, cuando ya se conocía en Quito la derrota peruana en Ingavi, Valdivieso propuso la frontera virreinal anterior a la independencia; por consiguiente, el Perú debería devolver Jaén y Maynas, que habían pertenecido a la Real Audiencia de Quito (en sus últimos años de existencia, dependiente a la vez del Virreinato de Nueva Granada). No obstante, aceptaba que podían darse concesiones mutuas al momento de fijar la frontera. En respuesta, León sostuvo que la doctrina del uti possidetis debía ser aplicada al tiempo posterior de la independencia; que ambas provincias disputadas habían decidido formar parte de Perú desde su nacimiento (principio de la libre determinación); y que, personalmente, siempre supo, desde su uso de razón, que Maynas había dependido del Virreinato de Perú. Valdivieso dijo que las objeciones de León habían sido definitivamente zanjadas en el Tratado de Guayaquil. Haciendo una interpretación de los artículos 5 y 6 de dicho tratado, dijo que los derechos de Ecuador a la restitución de dichas provincias estaban allí reconocidos. En apoyo de sus afirmaciones, mencionó la actividad de misioneros jesuitas en la selva dirigidos desde Quito en la época colonial.
El 6 de diciembre de 1841, León afirmó que Maynas había estado bajo la jurisdicción de Quito hasta la época del Virrey Marqués de Avilés (1800-1805), pero que formaba parte del Perú cuando se hizo independiente, al igual que Jaén. En cuanto al Tratado de 1829, sostuvo que había cesado a consecuencia de la desintegración de la Gran Colombia. Valdivieso contestó que, efectivamente, existía un decreto real que ordenaba la integración de Maynas al Perú en el período mencionado (Real Cédula de 1802), pero que había sido rechazado por la Presidencia de Quito; que el Tratado de 1829 había sido ratificado y las ratificaciones canjeadas, y era obligatorio para ambas partes, siendo el Ecuador heredero de los títulos gran colombianos.
El 14 de enero de 1842, Valdivieso comentó que habiendo tenido el tiempo amplio para obtener instrucciones adicionales, León debería estar listo para negociar. Añadió que una eventual incursión peruana sobre el territorio ecuatoriano significaría la guerra; Ecuador tomaría la ofensiva en la vindicación de sus derechos, ocupando los territorios materia de discusión. León se ofendió por la actitud del ecuatoriano en fijar términos con amenazas, luego de relajarse el clima de tensión, León añadió que el Tratado de Guayaquil de 1829 no fijó límites específicos pues los dejó al criterio de una comisión, que, pese a que sus miembros fueron convocados por ambas partes, no lograron reunirse para realizar dicha labor, suspendiéndose finalmente debido a la disolución de la Gran Colombia. El 15 de enero de 1842, León, que todavía carecía de instrucciones, fue acusado por Valdivieso de dilatar los acuerdos. En una nota (del 17 de enero de 1842) León afirmó que la negociación era imposible debido a las acusaciones de Valdivieso y el 19 de enero de 1842 solicitó su pasaporte. Se dieron así por concluidas las negociaciones.
De todos modos, para la parte peruana estas negociaciones tuvieron gran significado, pues el Perú invocó por primera vez, en respaldo a su posición, la Real Cédula de 1802 (la que ordenaba la reintegración de Maynas al Virreinato peruano), aunque no pudo mostrar el texto original, por no tener el documento en mención.

### Expedición Hercelles
El 30 de diciembre de 1841, se produjo una expedición desde Guayaquil hacia el Perú, liderada por el coronel peruano Justo Hercelles, quien al mando de 35 ecuatorianos y tropas peruanas, se proclamó “Jefe Supremo del Norte”, pero fue acorralado por tropas del ejército peruano, superiores en número, al mando del coronel Juan José Arrieta. Hercelles capituló y junto con sus hombres aceptó unirse al gobierno, entregando sus armas a cambio de la promesa de un pago en dinero (enero de 1842). El gobierno peruano desconoció sin embargo este pacto y sometió a Arrieta a consejo de guerra por haber mostrado una actitud benigna con los rebeldes.

### Negociaciones Daste-Charún
Después de cambios preliminares, Ecuador envió al general Bernardo Daste como ministro plenipotenciario en Lima, para aliviar las tensas relaciones y tratar con el canciller peruano Agustín Guillermo Charún. La primera conferencia entre ambos se realizó 13 de abril de 1842. Daste expuso que el tratado se facilitaría, si el Perú se allanaba previamente a dar satisfacciones a Ecuador en asuntos puntuales, referentes a unos incidentes menores, como el despojo de la correspondencia al encargado de negocios ecuatoriano en Bolivia, Pedro Carbo, a su paso por Lima; la conducta del ministro Matías León en Quito; las ofensas inferidas por el diario oficial de Lima; entre otras más, todo lo cual condujeron a las conversaciones a un nivel improductivo. Tres días más tarde, Daste indicó que todas las dificultades entre los dos países provenían de la retención peruana de Maynas, cuya devolución inmediata exigió. Charún se negó a discutir sobre un territorio que su nación se hallaba en antigua posesión y cuyos habitantes reconocían la soberanía peruana.  El 19 de abril de 1842, Daste pidió su pasaporte. El único efecto de la misión de Daste fue un empeoramiento lamentable de las relaciones y un alto en las negociaciones.
Firmada la paz entre Perú y Bolivia en junio de 1842, cesó al mismo tiempo la tensión peruano-ecuatoriana. La cuestión limítrofe entre el Perú y Ecuador no volvería a plantearse sino años después. 

### Tratado de 23 de octubre de 1851 entre Perú y Brasil
El 23 de octubre de 1851 se firmó entre la República del Perú y Su Majestad Pedro II de Brasil, una Convención sobre comercio y navegación fluvial, por el cual, el Perú reconoció al Brasil la línea oblicua y arbitraria de Tabatinga a la boca del Apaporis, y que hacía al Amazonas, un río exclusivo al servicio de los dos Estados.
El Artículo 7 de esta Convención decía:

Artículo VII - Para precaver dudas respecto de la frontera mencionada en las estipulaciones de la presente Convención, aceptan las Altas Partes contratantes el principio  uti-possidetis, conforme al cual serán arreglados los límites entre la República del Perú y el Imperio del Brasil; por consiguiente, reconocen, respectivamente, como frontera la población de Tabatinga y de ésta para el Norte la línea recta que va á encontrar de frente al río Yapurá en su confluenca con el Apaporis; y de Tabatinga para el Sur el río Yavari, desde su confluencia con el Amazonas. Una comisión mixta nombrada por ambos Gobiernos reconocerá conforme al principio uti-possidetis, la frontera, y propondrá, sin embargo, los cambios de territorio que creyere oportunos para fijar los límites que sean más naturales y convenientes á una y otra nación.

Al respecto, Ecuador no hizo ninguna atingencia.

### Creación del Gobierno Político y Militar de Loreto el 10 de marzo de 1853

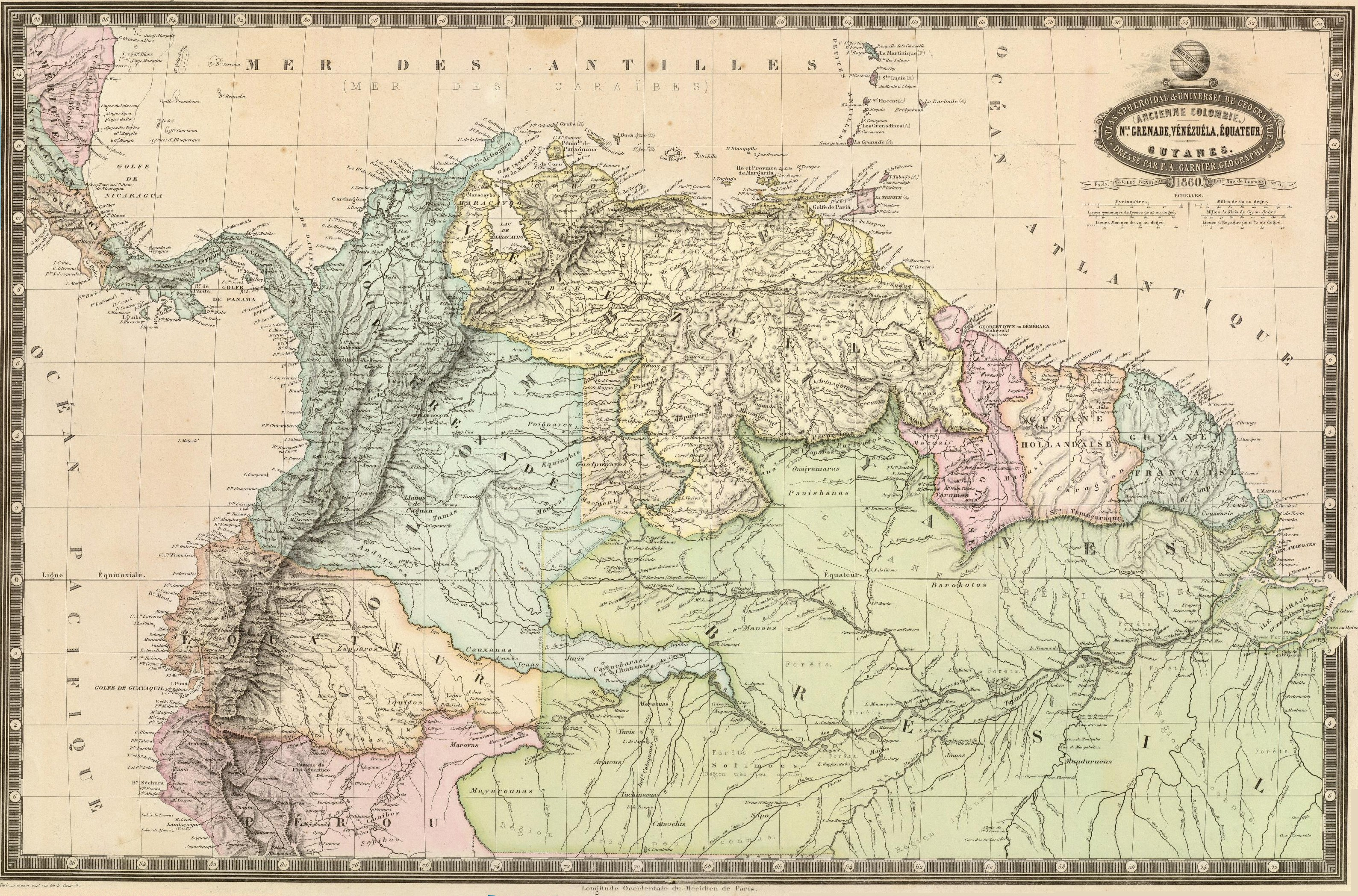
El norte de Suramérica en 1852, según la posición ecuatoriana, colombiana y venezolana

El 10 de marzo de 1853, el gobierno peruano de José Rufino Echenique creó el Gobierno Político y Militar de Loreto, independiente de las Prefecturas del Amazonas y del Marañón. Se designó como su capital a la ciudad de Moyobamba, y comprendía, desde los límites del Brasil, todos los territorios situados al norte y al sur de los ríos Amazonas y Marañon, así como los que desaguan en ellos, de acuerdo a la Real Cédula de 15 de julio de 1802, que es la que disgregó tales territorios del Virreinato de Nueva Granada, devolviéndoselos al de Perú.
Ante este hecho, el ministro plenipotenciario de Ecuador en Lima, Pedro Moncayo protestó el 18 de marzo de 1853, reservando los derechos del Ecuador y anunciando que se dirigiría a su Cancillería para pedir instrucciones. El canciller peruano José Manuel Tirado sostuvo entonces que, según el principio de constitución de las Repúblicas americanas, debía consultarse el estado en que se encontraban las jurisdicciones territoriales en 1810 (principio del Uti possidetis), citando como referente para la zona amazónica la Real Cédula de 1802.
Esto creó un clima de tensión ya que, según los ecuatorianos, el Perú se encontraba incumpliendo el Tratado de 1829 con la Gran Colombia donde se había acordado que solamente los territorios al sur del río Marañón serían peruanos.

### Ecuador declara libre navegación sobre ríos amazónicos el 25 de noviembre de 1853
Como reacción a la creación del Gobierno de Loreto, el 25 de noviembre de 1853 el Gobierno del Ecuador presentó al Congreso un proyecto de ley en que se declaraba libre la navegación por 20 años de los ríos Chinchipe, Santiago, Morona, Pastaza, Tigre, Curaray, Nancana, Napo, Putumayo y “demás ríos ecuatorianos que descienden al Amazonas”. 
El Gobierno del Perú, por medio de su ministro plenipotenciario en Quito, Mariano José Sanz León, protestó a su vez, alegando que dichos ríos no eran ecuatorianos sino que pertenecían al Perú, por el título que le daba la Real Cédula de 1802, así como al derecho que le otorgaba la posesión no interrumpida de dichos territorios.  A ello respondió el ministro ecuatoriano Marcos Espinel el 9 de febrero de 1854, aduciendo que dicha Real Cédula no tenía fuerza legal, ni se había cumplido, ni debido cumplirse, por haber tenido un origen tachable y haberle faltado el pase del virrey de Nueva Granada. Insistió, eso sí, en el cumplimiento del Tratado de Guayaquil de 1829.
Los incidentes de 1853 fueron importantes para el Perú, pues por primera vez, el Perú mostraba en defensa de sus derechos sobre Maynas el texto de la Real Cédula de 1802, que ya había invocado en la tensión de 1841-1842, pero que por entonces no había podido documentar al estar extraviada en los archivos.

### Guerra peruano-ecuatoriana (1858-1860)

#### Convenio de Ecuador sobre la deuda inglesa
En 1856 subió al poder en Ecuador el general Francisco Robles, aunque siguió teniendo influencia en el poder el anterior gobernante, José María Urbina.
El presidente Robles planeó la cancelación de la Deuda inglesa (que era la deuda externa de la época de la independencia contraída por la Gran Colombia, que Ecuador había heredado en parte) mediante la concesión de tierras baldías en el Oriente y en la Costa. Al disolverse la Gran Colombia, la “deuda inglesa” ascendía a 6.625.950 de libras esterlinas; se decidió entonces que cada uno de los tres países que nacieron de la antigua Gran Colombia (es decir Nueva Granada, Venezuela y Ecuador) se repartieran esa deuda; a Ecuador le tocó el 21.5% de la deuda total, o sea la suma de 1.424.579 de libras esterlinas y 5 chelines. 
En efecto, el 21 de septiembre de 1857 se celebró el Contrato Icaza-Pritchett mediante el cual se entregaba a los acreedores ingleses representados por la Compañía Inglesa de Terrenos Ecuatorianos, Limitada (Ecuador Land Company) 2 millones de cuadras cuadrados en el oriente (Zamora y Canelos) y 620 mil cuadras cuadrados en la Costa (Esmeraldas), para que fueran trabajadas por colonos ingleses bajo soberanía ecuatoriana. El Contrato Icaza-Pritchett fue firmado por el Encargado de Negocios de Inglaterra, señor George S. Pritchett, y por parte de Ecuador, el ministro de Hacienda Francisco de Paula Icaza.
El asunto derivó en una crisis internacional, al enterarse el Perú de la firma del convenio, en el que se incluían territorios limítrofes disputados que el Perú administraba.  

#### Impasse diplomático
El ministro plenipotenciario de Perú en Quito, señor Juan Celestino Cavero, protestó firmemente ante el gobierno ecuatoriano, pues la concesión a los británicos en lo concerniente al cantón de Canelos abarcaba la zona de los ríos Pastaza y Bobonaza, que eran territorios peruanos, por la Real Cédula de 1802, por el principio del uti possidetis de 1810 y por la posesión continua del Perú.
Cavero pidió al gobierno de Ecuador la suspensión del convenio con los ingleses y la celebración de un tratado de límites peruano-ecuatoriano a plazo fijo. Ecuador aceptó en lo concerniente al tratado y anunció que enviaría una delegación a Lima, pero se negó terminantemente a suspender el arreglo con los ingleses. La acción diplomática peruana contra la concesión de tierras a extranjeros fue apoyada por  Estados Unidos.
Agravó más el conflicto la llegada a Quito de un ejemplar de la Gaceta Oficial de Bogotá, en la cual se publicó un comunicado del cónsul granadino en Quito, donde este revelaba que Cavero le había anunciado que Perú ocuparía a Guayaquil para obligar a Ecuador a llegar un arreglo. El gobierno ecuatoriano pidió explicaciones a Cavero por dicho comunicado. Cavero no dio explicaciones y el gobierno ecuatoriano le entregó su pasaporte el mes de julio de 1858. Cavero volvió a Lima el 5 de agosto de 1858. En el mismo mes, el Perú exigió la restitución de Cavero para proseguir cualquier negociación. Rechazada esta exigencia en septiembre de 1858, el gobierno peruano envió un ultimátum el 1 de octubre de 1858 para que se reconociese a Cavero, pero Francisco Robles lo rechazó.
El representante de Ecuador en Lima recibió también sus pasaportes. Castilla aseguró que él no quería la guerra con Ecuador, sino simplemente la caída de Robles y de Urbina. En Ecuador la oposición a estos dos políticos era también violenta, encabezada por Gabriel García Moreno y Pedro Moncayo. 

#### La declaratoria de guerra y el bloqueo de la costa ecuatoriana

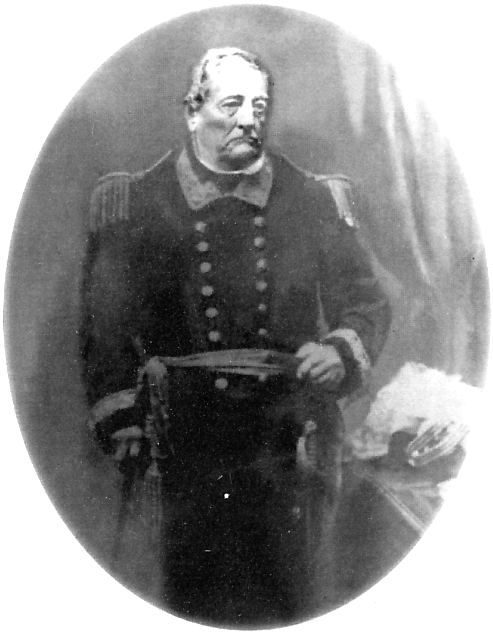
El vicealmirante Ignacio Mariátegui y Tellería, comandante en jefe de la armada peruana que bloqueó la costa ecuatoriana en 1858-1859.

Por ley del 26 de octubre de 1858 el Congreso peruano autorizó al gobierno de Castilla a emplear toda medida, inclusive la guerra, para obtener satisfacciones de parte del Ecuador. En virtud de dicha autorización, Castilla ordenó el bloqueo de toda la costa ecuatoriana. Una escuadra de la Marina de Guerra del Perú, con 5000 hombres, al mando del vicealmirante Ignacio Mariátegui y Tellería bloqueó el puerto de Guayaquil.
En una circular a los diversos cuerpos diplomáticos y consulares, la Cancillería peruana señaló como causas del conflicto las siguientes:

1.º la cesión hecha por el Ecuador a sus acreedores ingleses de terrenos pertenecientes al Perú;

2.º las injurias oficiales contra el Gobierno y el pueblo peruanos y los atropellos, vejaciones y hostilidades de que fueron víctimas muchos connacionales;
3.º el apoyo a los insurrectos de este país; y

4.º el conflicto suscitado alrededor del ministro Cavero.

Gracias a la mediación del ministro español en Guayaquil, el vicealmirante peruano Mariátegui acordó un armisticio con el jefe de dicha plaza, general Guillermo Franco, el 20 de agosto de 1859. El ejército ecuatoriano se comprometió a movilizar tropas a Guayaquil, que tampoco sería ocupado por las tropas peruanas. Los guayaquileños quedaron en libertad para establecer un gobierno provisional. El bloqueo de Guayaquil, que había empezado a afectar seriamente los suministros de dicho puerto, fue suspendido por 15 días, lo que fue celebrado estruendosamente por los ciudadanos. Finalmente, Castilla decretó la suspensión indefinida del bloqueo de Guayaquil el 31 de agosto, y de toda la costa ecuatoriana, el 28 de septiembre. 
Las medidas apaciguadoras por parte del Perú, proponían crear el ambiente propicio para un arreglo pacífico del conflicto, pero al no ocurrir ello, partió el mismo Castilla al frente de una expedición de 15 buques y 6.000 soldados. En el Perú quedó al mando del gobierno Juan Manuel del Mar.
El presidente peruano Ramón Castilla se proponía entablar negociaciones directas con el gobierno ecuatoriano para solucionar de una vez el conflicto, pero se hallaría ante el inconveniente de que en el Ecuador se había desatado la guerra civil y la anarquía, habiéndose establecido en dicho país hasta cuatro gobiernos provisorios, que se disputaban el poder.

#### La guerra civil ecuatoriana

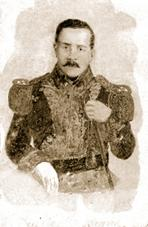
El general Guillermo Franco Herrera, Jefe Supremo del Guayas.

Simultáneamente al bloqueo de la costa ecuatoriana y al sitio de Guayaquil, se desarrolló una guerra civil entre las diversas facciones políticas del Ecuador. 
El gobierno ecuatoriano de Robles se trasladó a Guayaquil, a principios de 1859; pasaron tres meses sin mayores incidentes, pero en abril de 1859 estallarón dos revoluciones casi al mismo tiempo. En Guayaquil el general Maldonado intentó aprisionar a Robles y Urbina, pero el general Guillermo Franco Herrera, que presenciaba lo sucedido, se opuso e hizo fracasar el golpe. Maldonado insistió y se retiró al Cerro de Santa Ana, pero la intervención de los representantes de Chile y de la Nueva Granada lo hicieron capitular. Todo esto sucedía en presencia de la escuadra peruana, que bloqueaba el puerto. La otra revolución fue en Quito, en donde fue proclamado un triunvirato formado por Gabriel García Moreno, Jerónimo Carrión y Pacífico Chiriboga. García Moreno quién estaba exiliado en Lima, le llegó la noticia de su elección. Partió inmedíatamente y pasó disfrazado por Guayaquil, para llegar a Quito el 25 de mayo y tomar posesión de su puesto. García Moreno volvió a Guayaquil y siguió hasta Lima a realizar una conferencia con Castilla, y mientras tanto Urbina y Robles regresaban a Quito y reasumían el poder.
El 20 de junio de 1859 García Moreno se entrevistó con Castilla en Lima; Castilla le ofreció apoyo decidido para derrocar a Robles y a Urbina. García Moreno envió un manifiesto a Ecuador diciendo:

"El ejército y la escuadra del Perú son vuestros auxiliadores, no vuestros enemigos, y a la patria no le quedan más adversarios que los malvados que la tiranizan y los forajidos que intentan defenderlos".

Robles y Urbina lanzaron un decreto considerando a García Moreno como un traidor, y Franco, en Guayaquil, lo comparó con Huáscar y Atahualpa. Robles y Urbina cometieron infinidad de atropellos, que sublevaron contra ellos la voluntad popular. Robles resolvió inicial una campaña militar contra Quito, lo que fue aprovechado por Franco, para expulsar a Robles del País.  
Franco se proclamó Jefe Supremo del Litoral. Y así, quedaron solamente enfrentados Franco en Guayaquil y el triunvirato en Quito. El vicepresidente Jerónimo Carrión, asumió las funciones ejecutivas que conforme a la ley, le correspondían. En este caso, Loja se convirtió en estado federal. 
El 17 de agosto decidieron Franco y García Moreno realizar elecciones en Guayas, para ver a quién le quedaría el poder. Las votaciones a favor del uno y del otro se equilibraron. Entonces García Moreno se dirigió a Paita para reunirse nuevamente con Castilla, en donde ocurrió la ruptura entre ambos, al darse cuenta García Moreno que Castilla también se reunía con un representante de Franco.
Exponiéndose imprudentemente, García Moreno se reunió con Franco en Guayaquil. Le ofreció a Franco su puesto en el triunvirato, en vez de que lo reemplazara otro de Guayas. Franco no aceptó y ordenó encarcelar a García Moreno; este hábilmente logró escapar y viajó hacia el norte; llegó a Quito y encontró dominada completamente la situación.

#### Protocolo Mosquera-Selaya
Como Colombia había firmado con Ecuador en 1856 un tratado de ayuda mutua, el Perú temió la intervención de aquel país en el conflicto y envió a Bogotá como ministro plenipotenciario a Buenaventura Seoane, con la misión de obtener su neutralidad. Seoane se reunió con el presidente colombiano Mariano Ospina y logró su objetivo; además, se contactó con el general Tomás Cipriano de Mosquera, entonces gobernador del estado colombiano del Cauca, de quien se decía que acudiría en auxilio del Ecuador. El 16 de septiembre de 1859, se celebró un convenio secreto entre el general Mosquera y el secretario del ministro Seoane, de apellido Selaya. 
En este “Protocolo Mosquera-Selaya”, el Perú se comprometía a suministrar a Mosquera recursos bélicos y económicos, para que pudiera llevar adelante la independencia del Cauca y su confederación con las provincias ecuatorianas, con excepción de las provincias de Guayaquil, Manabi y Loja, que pasarían a poder del Perú, los objetivos trazados en este tratado nunca se cumplió.

#### Ocupación peruana de Guayaquil

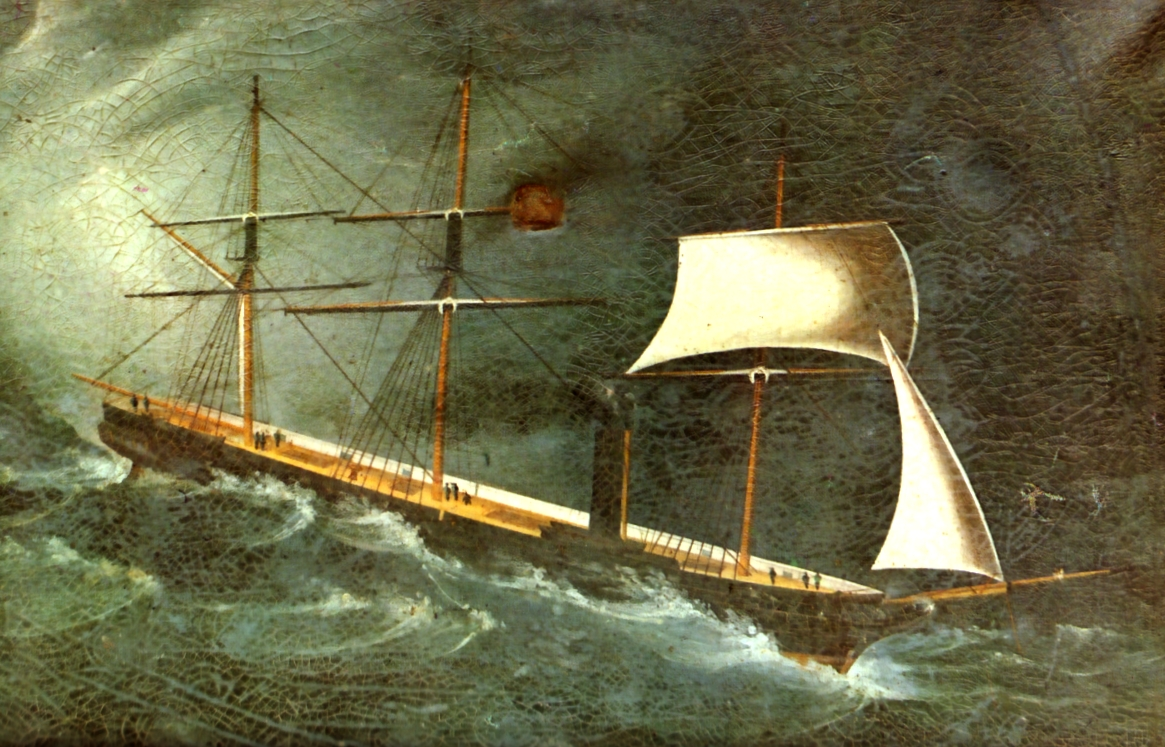
La fragata peruana Amazonas.

Ramón Castilla concentró frente a Guayaquil su escuadra de 15 barcos, en los que llevaba 6000 hombres,[cita requerida] los cuales desembarcaron en las inmediaciones de Guayaquil y se posesionaron de las alturas de Mapasingue, al sur de dicha localidad, el 25 de noviembre de 1859. Ramón Castilla invitó al Jefe Supremo del Litoral, general Guillermo Franco, a conferenciar a bordo del buque de guerra Amazonas. Allí acordaron suspender las operaciones de guerra y convocar a los cuatro gobiernos del Ecuador establecidos durante su guerra civil, para elegir un gobierno general, que se entendiera con Castilla y firmara la paz. 
El 1 de enero de 1860 se verificó en Guayaquil la reunión de los ocho representantes de los cuatro gobiernos. Acordaron estos autorizar al general Guillermo Franco para reunirse con el mariscal Ramón Castilla, sin alterar en forma alguna los límites de los dos países. Pero Franco no quiso que le impusieran condiciones y el 3 de enero ordenó arrestar a los representantes de Quito y luego los expulsó. Con ello quedó declarada la guerra entre Quito, gobernado por García Moreno y Guayaquil, gobernado por Guillermo Franco.
El presidente peruano se entendió, pues, con la facción ecuatoriana entonces más importante, la que encabezaba el general Guillermo Franco, que había establecido un gobierno de facto en Guayaquil, que dominaba gran parte de la costa ecuatoriana. Castilla solicitó a Franco que se le dieran cuarteles en la misma Guayaquil, pedido que le fue concedido, en la parte norte de la ciudad. Fue así como el ejército peruano entró en Guayaquil, el 7 de enero de 1860.
Castilla tuvo la precaución de llevar un original de la Real Cédula de 1802, que encontró en Lima de casualidad, en poder de un particular, el mismo que lo había adquirido de un archivo de Bogotá. Ya en Guayaquil, exhibió la cédula para que lo revisaran las autoridades políticas, los ministros plenipotenciarios ecuatorianos y los notables de la ciudad. Ese documento se convirtió así en el pilar básico de la defensa peruana en el litigio de límites con el Ecuador y así se le citó en el Tratado de paz, amistad y alianza que se firmó en Mapasingue.

#### El Tratado de Mapasingue del 25 de enero de 1860

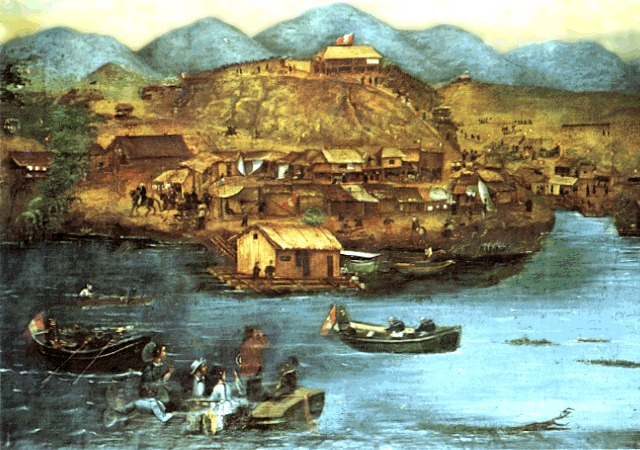
Pintura anónima del, que representa la toma de Guayaquil por parte del ejército peruano en 1860.

Los representantes de Castilla y Franco, señores Manuel Morales y Nicolás Estrada respectivamente, suscribieron el Tratado de Mapasingue, el 25 de enero de 1860, en la pequeña localidad del mismo nombre. Bajo los términos de este tratado, se restablecieron las buenas relaciones entre ambas repúblicas; asimismo, los representantes del general Franco, declararon nula la concesión de territorios amazónicos a los acreedores británicos, reconocieron la validez de la Real Cédula de 1802 y el uti possidetis de 1810 y sobre la base de ello convino en demarcar sus límites, comprometiéndose a integrar una comisión bipartita con el Perú; se reservó también su derecho a comprobar sus títulos sobre los territorios de Quijos y Canelos dentro del plazo de dos años, pasados los cuales, si no llegaba a presentar la documentación que contradijese a la del Perú, caducaría su acción.[cita requerida]
El Perú no cobró gastos de campaña y en agradecimiento por las atenciones recibidas en Guayaquil, Castilla regaló uniformes, calzados y fusiles a las tropas de Franco, que las carecían. Rechazó sin embargo, la solicitud de ayuda de parte de Franco para combatir a García Moreno.
Firmada la paz, el presidente peruano Castilla se retiró de Guayaquil, y arribó de regreso con su flota al Callao el 19 de febrero de 1860.

#### Fin de la guerra civil ecuatoriana
En Quito, la noticia de la firma de este tratado, tuvo la mágica virtud de unificar la opinión pública en contra de general Guillermo Franco. Gabriel García Moreno, hizo una proclamación en términos violentos, que decía así:

Guerra a los traidores y a los bandidos, guerra a los bárbaros opresores de las desgraciadas provincias litorales, guerra, guerra sin tregua a los enemigos de la patria.

García Moreno, que había permanecido algún tiempo en el Perú, conocía perfectamente el poder militar de que disponía Ramón Castilla; por lo tanto consideraba que era indispensable hacer un esfuerzo supremo para poder enfrentarse al Perú. Puso al servicio de su patria toda su capacidad y toda su energía, y el país en su totalidad lo apoyó, pues era inmensa la reacción contra el tratado de Mapasingue. A pesar de ser un terrible enemigo de Juan José Flores, quien se hallaba en el Perú, fue llamado por García Moreno para que prestara sus servicios al Ecuador y así unir más todas las voluntades. El 27 de mayo de 1860, aclamado fervorosamente, entró Flores a Quito, después de haber permanecido en el ostracismo quince años.
Juan José Flores fue nombrado jefe del ejército. Algo más de un mes duraron los dos caudillos en reorganizarlo. Marcharon sobre Guayaquil y el 24 de septiembre de 1860 el ejército de Quito lo ocupó. El jefe supremo de Guayaquil, general Guillermo Franco, salió en fuga, embarcándose hacia Perú; al entrar a Guayaquil, García Moreno y Juan José Flores se informaron de que Franco, antes de partir, había hecho firmar a civiles y militares una petición al gobierno del Perú, a fin de que incorporara a ese país la provincia de Guayas. 

#### Repercusiones del Tratado de Mapasingue
Para Ecuador, este tratado de Mapasíngue fue de inmensa gravedad, pues en su artículo VI aceptaba de plano la rectificación de los límites con el Perú en la región amazónica, lo que lógicamente vino a repercutir en su contra, al liquidar en 1942 su pleito con ese país. Tal artículo decía:

Artículo VI. Los gobiernos del Ecuador y del Perú rectificarán los límites de sus respectivos territorios, nombrando dentro del término de dos años, contados desde ratificación y canje del presente tratado, una comisión mixta que, con arreglo a las observaciones que hiciere y a los comprobantes que se le presenten por ambas partes, señale los límites de las dos repúblicas.

Entre tanto éstas aceptan por tales límites los que emanan del uti possidetis, reconocido en el artículo 5° del tratado del 22 de septiembre de 1829 entre Colombia y Perú, y que tenían los antiguos Virreinatos del Perú y Santa Fe, conforme a la Real Cédula de 15 de julio de 1802.

Sin embargo, a menos de dos años de la firma de este tratado, el gobierno ecuatoriano del presidente Gabriel García Moreno, luego de derrocar al gobierno de Franco en Guayaquil y unificar el país bajo su mando, procedió a desaprobar el tratado, declarándolo “insubsistente” (1861); solo ratificó lo concerniente a la derogación del convenio con los británicos (1862). Debido al descontento de la población peruana hacia el gobierno de Castilla, ya muy desgastado tras 8 años en el poder, no se intentó en obligar al Ecuador a respetar el tratado por la vía militar, pues habría sido una medida muy impopular dentro del Perú. 
Por su parte, el Congreso peruano, ya bajo el gobierno del mariscal Miguel de San Román, también desaprobó el tratado (1863). Las razones de los legisladores peruanos se basaban en el hecho de que se hubiese firmado un tratado con el jefe de una facción política ecuatoriana instalada en el departamento del Guayas y no con un gobierno legal que representara a todo el Ecuador; asimismo, observaron que una de sus cláusulas, aquella que daba a Ecuador un plazo de dos años para sustentar sus derechos sobre Quijos y Canelos, era perjudicial a los intereses del Perú, que siempre sostuvo su posesión de dichos territorios.
En definitiva, permaneció el statu quo en la frontera, a la espera de un acuerdo definitivo de límites.

## Época del arbitraje del rey de España (1887-1910)

### Primera época del arbitraje español (1887-1890)

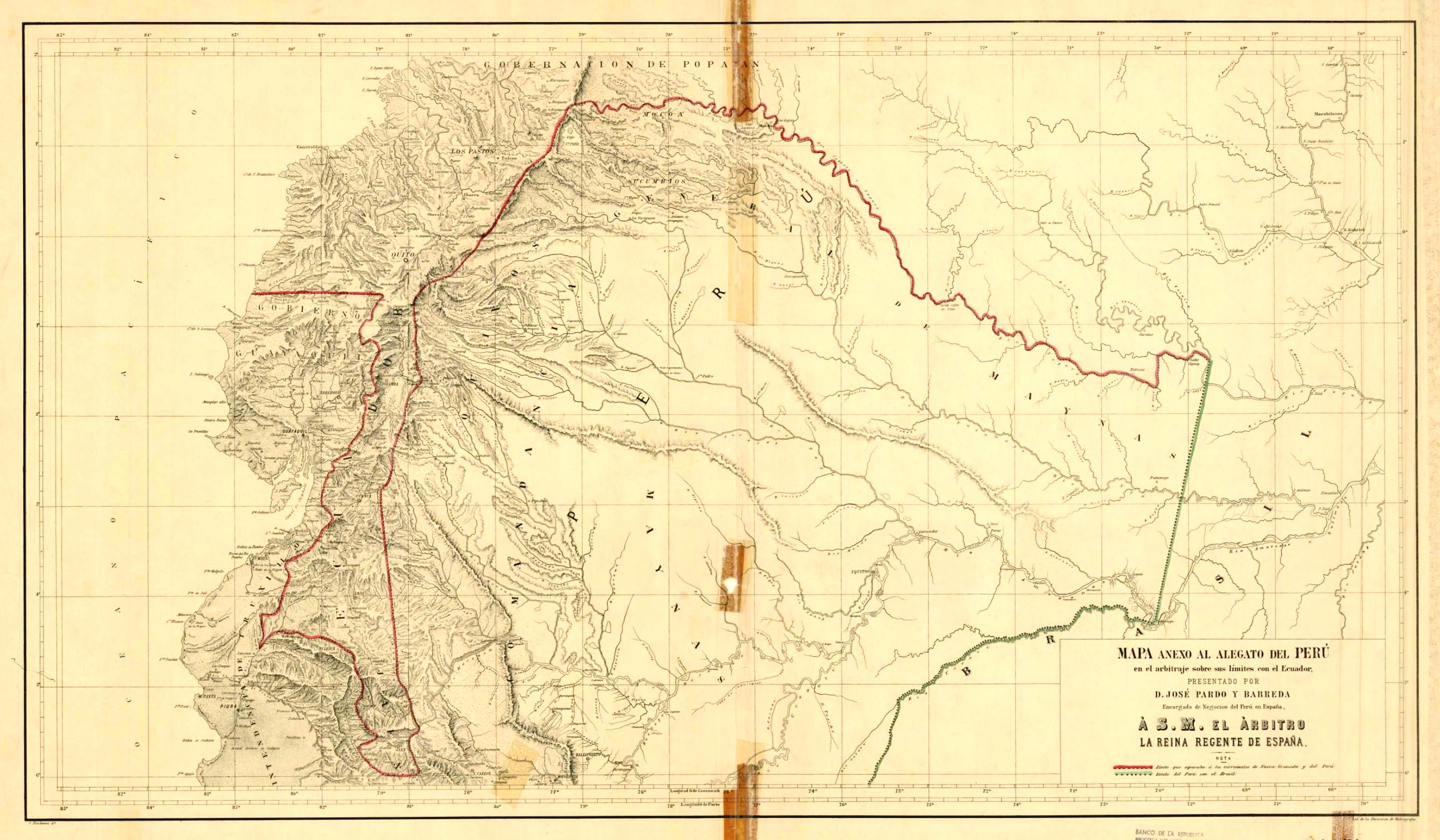
Mapa anexo al alegato del Perú en el arbitraje sobre sus límites con el Ecuador, presentado por José Pardo y Barreda al árbitro, la reina regente de España.

En junio de 1887, Ecuador pretendió renovar su intento de 1857 de ceder grandes extensiones de tierras en la Amazonía como pago a sus acreedores británicos. El canciller peruano Cesáreo Chacaltana elevó su protesta, logrando que el gobierno ecuatoriano suspendiera toda diligencia con respecto a dicha cesión, hasta que no se hiciera una demarcación territorial conforme a un tratado de límites, cuyas bases podían de una vez formularse. En el intercambio de notas diplomáticas entre ambos países, surgió la propuesta peruana de llevar el problema limítrofe al arbitraje del Gobierno de España, lo que Ecuador aceptó.  
Como resultado de las negociaciones abiertas, el ministro plenipotenciario peruano en Quito, Emilio Bonifaz, y el ministro de Relaciones Exteriores de Ecuador, Dr. José Modesto Espinosa, firmaron un Convenio el 1 de agosto de 1887, conocido como el Convenio Arbitral Espinoza-Bonifaz. Se acordó someter el problema limítrofe al arbitraje del rey de España. Los congresos de ambos países aprobaron este convenio. Por entonces era rey de España Alfonso XIII, quien, todavía infante, estaba bajo la regencia de su madre, la reina María Cristina. Esta aceptó oficiar de árbitro a nombre de su hijo. Se fijó un plazo de 12 meses para que ambos países presentaran sus alegatos. El arbitraje sería de derecho.
En 1889, el comisionado especial del Perú en España, José Pardo y Barreda (futuro presidente del Perú), presentó a la reina María Cristina el Alegato del Perú, notable estudio jurídico de la cuestión que desde entonces fue el baluarte de la defensa peruana en este pleito de límites. Ecuador presentó también su alegato, pero el documento se extravió en el camino, por lo que debió mandar una copia.

### El Tratado Herrera-García (1890)
En octubre de 1888, el Gobierno ecuatoriano propuso al Perú que se formara una comisión demarcadora integrada por representantes de ambos países, dos por lado, tal como se había previsto en el Tratado de Guayaquil (Tratado Larrea-Gual) del 22 de septiembre de 1829. El Perú aceptó formar esta comisión bipartita, pero solo como un trabajo preparatorio para estudiar sobre el terreno, antes de que el Gobierno español tomara en consideración los documentos o alegatos presentados. Pero ocurrió entonces que el canciller ecuatoriano aprovechó la ocasión para proponer que se realizaran en Quito negociaciones directas para resolver de una vez la disputa de límites, prescindiendo del arbitraje español. El Perú, cuyo canciller era por entonces Isaac Alzamora, aceptó esta propuesta. Las conferencias se realizaron entre Pablo Herrera González de Ecuador y el Dr. Arturo García Chávez del Perú, quienes el 2 de mayo de 1890 firmaron el Tratado Herrera-García, por el cual, el Perú conservaba Tumbes y Jaén, pero cedía Quijos, Canelos y una gran parte de Maynas al Ecuador. Para los nacionalistas peruanos, este tratado fue absurdo e incomprensible, pues cedía al Ecuador unos 300 000 km² de tierra amazónica, sin que hubiese ocurrido una derrota militar de por medio. La justificación que dio el Gobierno peruano de entonces (el de Andrés A. Cáceres, en su primer gobierno) era que se trataba de un arreglo transaccional, ya que urgía resolver lo más pronto posible el litigio en la frontera norte, pues se acercaba el año en que debía realizarse el plebiscito de Tacna y Arica (provincias peruanas sureñas ocupadas por Chile) y era imprescindible que la cancillería peruana volcara todos sus esfuerzos diplomáticos en dicho asunto. Por lo demás, por entonces, no se concedía importancia a la región amazónica, ya que eran territorios inhóspitos y muy despoblados.
El Congreso ecuatoriano aprobó el tratado, pero el Congreso peruano, bajo presión de los representantes amazónicos, no quiso aprobarlo sin antes hacer importantes modificaciones en la línea trazada. Ecuador no aceptó ninguna revisión del tratado, mientras que el Congreso peruano se mantuvo inflexible en su posición. El tratado fue finalmente declarado insubsistente por Ecuador, que prefirió continuar con las negociaciones directas.

### Las conferencias tripartitas de 1894
Como consecuencia del Tratado Herrera-García, el gobierno de Colombia elevó su protesta en Quito y Lima en 1890 y 1891, ya que dicho Tratado interfería con sus derechos en el norte de los Ríos Napo y Amazonas. El Congreso de Colombia expidió inmediatamente una ley, por medio de la cual se autorizaba al gobierno para organizar las misiones en las regiones de los ríos Amazonas, Caquetá y Putumayo, produciendo como efecto una protesta por parte del gobierno peruano.
En vista de estos incidentes se inició una labor diplomática por parte de Colombia, con el objeto de obtener en cuestión de límites alguna solución equitativa para las tres repúblicas, gestión que vino a culminar con la convención tripartita reunida en Lima el 11 de octubre de 1894. Para asistir a esta conferencia tripartita fueron nombrados, por Colombia, el doctor Aníbal Galindo, como abogado especial, y Luis Tanco, quien era encargado de negocios en Lima. Por el Ecuador el doctor Julio Castro, enviado extraordinario y ministro plenipotenciario del Ecuador en Lima, y por el Perú el doctor Luis Felipe Villarán, como abogado especial.
En la sesión del 25 de octubre, el delegado colombiano presentó su alegato, el cual una vez leído, se ordenó que fuera incluido en los protocolos de la conferencia. En la sesión del 25 de noviembre el delegado ecuatoriano presentó también su estudio, el cual, junto con el colombiano pasó al delegado peruano, quien el día 4 de diciembre hizo su exposición sobre los puntos de vista del Perú.
El estudio de los alegatos de las tres naciones comprobó plenamente que no era posible llegar a un acuerdo directo, y entonces se firmó el Convenio Tripartita el 15 de diciembre de 1894, el cual, en su artículo 1.º decía:

Artículo 1º Colombia se adhiere a la convención de arbitraje, firmada entre Perú y Ecuador el 1º de agosto de 1887, cuya aprobación fue canjeada en Lima el 11 de abril de 1888; pero las tres altas partes contratantes estipulan que el real árbitro fallará las cuestiones materia de la disputa, atendiendo no sólo a los títulos y argumentos de derecho que se han presentado y que se le presenten, sino también a las conveniencias de las partes contratantes, conciliándolas de modo que la línea de frontera esté fundada en derecho y en equidad

Firmado este convenio de arbitraje, los gobiernos de Colombia y Perú lo aceptaron, pero el congreso del Ecuador no lo aprobó y entonces hubo necesidad de continuar los arreglos directos y separados.

### Conflictos armados en la frontera Peruano-Ecuatoriana
Al iniciarse el siglo XX, se sucedieron incidentes en la frontera, debido a ausencia de límites establecidos.  
El 26 de junio de 1903 ocurrió un choque armado produciéndose el 'Combate de Angoteros', en la zona del río Napo. Ambas versiones de los dos países se acusaron de haber comenzado una incursión.
Otro incidente armado ocurrió un año después, esta vez en el 'Combate deTorres Causana' o Bolognesi, el 28 de julio de 1904. En esta ocasión, un destacamento ecuatoriano al mando de Carlos A. Rivadeneyra y Lauro Guerrero procedente de Quito llegó a dicho puesto peruano. El comandante ecuatoriano, al mando de aproximadamente 70 hombres, intimó a la guarnición peruana a que desocupara Torres Causana. Los peruanos, que eran aproximadamente 40, al mando de Juan Chávez Valdivia, se negaron, siendo apoyados por la lancha Iquitos, al mando del comandante Óscar Mavila, logrando hacer retroceder a los ecuatorianos, a quienes alrededor de 20 bajas y capturaron a su comandante, que fue trasladado prisionero a Iquitos.

### La segunda época del arbitraje español (1904-1910)

#### El Protocolo Valverde-Cornejo
Los combate de Angoteros y el combate de Torres Causana hizo ver la necesidad de llegar a un acuerdo fronterizo, por lo que el 19 de febrero de 1904, ambas partes firmaron el Protocolo Valverde-Cornejo, entre los señores Miguel Valverde por Ecuador y Mariano H. Cornejo por Perú, en el que se acordó que ambos países se sometieran de nuevo al arbitraje del rey de España, Alfonso XIII, que desde 1902 ocupaba la corona de manera efectiva, finalizada la regencia de su madre.
Ambos países debían dirigirse al Ministro del Estado de España, a fin de que Su Majestad enviase un Comisario Regio tanto a Lima como a Quito para que las partes puedan entregar pruebas sobre los antecedentes limítrofes, con cuyas documentaciones el rey de España debía decidir el arbitraje.

#### El arbitraje del rey español
El monarca español Alfonso XIII nombró el día 15 de enero de 1905 la comisión encargada de hacer el estudio, liderada por Ramón Menéndez Pidal, un filólogo e historiador español. El Comisario Regio Ramón Menéndez Pidal en representación de su Majestad el rey de España, llegó a Quito el 29 de enero de 1905, reuniéndose en la Legación del Perú, con Miguel Valverde, Ministro de Relaciones Exteriores del Ecuador; Honorato Vásquez, Plenipotenciario de Ecuador; y Mariano H. Cornejo por Perú.
El Comisario Regio expresó el 29 de enero de 1905 que para llegar a una situación conciliatoria, ambos países tenían que retirar sus guarniciones militares del Napo, teatro de sangrientas escenas. Agregó, que el retiro de tropas no significaba el abandono de la posesiones de ninguna de las partes. Ecuador retiró sus guarniciones militares que tenía en Aguarico y las condujo a Quito el 3 de abril de 1905, lo propio hizo Perú con las que mantenía desde Torres Causana hasta Iquitos el 28 de abril de 1905. 
A fin de dar comienzo a las audiencias y discusiones sobre el laudo, viajaron a Madrid los plenipotenciarios ecuatorianos doctores Honorato Vásquez y Víctor Manuel Rendón, y los plenipotenciarios peruanos Mariano H. Cornejo y Felipe de Osma.
En Madrid comenzaron los debates, debiendo reconocerse que los argumentos de la delegación ecuatoriana fueron jurídicos y de elevado sentido patriótico basado en las Cédulas Reales de 1563, 1739 y 1740, el Tratado de Guayaquil de 1829 y el Protocolo Pedemonte-Mosquera de 1830. Honorato Vásquez y Víctor Manuel Rendón con verdadera maestría dieron a conocer a su Majestad los derechos ecuatorianos sobre Tumbes y Jaén, afirmando la validez de la Real Cédula de 1802 sobre Mainas (Maynas) en el oriente. Los plenipotenciarios peruanos Cornejo y Osma con la misma maestría hicieron fuertes argumentaciones sobre el cumplimiento y validez de la Real Cédula de 1802 en la región amazónica de Mainas (Maynas) y la peruanidad de Tumbes y Jaén según la regla de libre determinación de pueblos. Cornejo y Osma negaron la validez del Protocolo Pedemonte-Mosquera diciendo que el Congreso Peruano nunca lo ratificó y que la Gran Colombia dejó de existir el 13 de mayo de 1830, es decir, tres meses antes de que dicho protocolo fuera firmado (11 de agosto de 1830). El alegato peruano constaba de cuatro volúmenes, más siete volúmenes de documentos anexos y un índice.
El rey de España, asesorado por el Consejo de Estado español, después de estudiar el asunto intentó dar una solución equitativa antes que jurídica, luego de conocer los argumentos de los dos países. Quería que tanto el Ecuador como el Perú sean condueños del Amazonas y propuso una línea muy parecida a la del Tratado Herrera-García de 1890. El Ecuador lo sería a través de los ríos Santiago, Morona y Pastaza y el Perú, a través de los demás ríos.
Al contrario, el doctor español Sánchez Román, Vocal del Consejo del Estado español, propuso que el real árbitro debía considerarse incompetente "por razones de materia" y agregaba que:

Si llegara a prevalecer en definitiva la línea propuesta, su ejecución sería  una práctica difícil, además de pugnar con evidentes razones de justicia y de conveniencia internacional, que la hacen peligrosa para la paz de las potencias litigantes y no muy prestigiosa para la función arbitral sometido a la corona de España.

Terminó su informe el consejero Sánchez Román proponiendo, como la línea de límites entre Perú y Ecuador los ríos Tumbes-Chinchipe-Marañón-Amazonas hasta su frontera con Brasil, según su interpretación del Tratado de 1829 y el protocolo de ejecución Protocolo Pedemonte-Mosquera de 1830. 
Entonces los abogados peruanos Osma y Cornejo manifestaron que su país desconocería cualquier laudo que cercenara territorios en posesión de facto del Perú, manifestando:

 Si los peruanos ocupan todo el oriente, esas tierras son y serán peruanas contra todas las declaraciones del mundo... Un fallo que no reconozca la realidad humana, no cambiará la situación efectiva, y sólo dará origen a complicaciones internacionales....

#### La tensión de 1910 y suspensión del arbitraje

Mapa publicado en Perú en 1913, que incluye las pretensiones territoriales del antiguo Gobierno de Quijos como parte del país.

Pero ocurrió entonces que, antes de que el rey de España emitiera su fallo, el Ecuador se rebeló contra el mismo, pues por una infidencia logró enterarse de su contenido, que le pareció adverso. Sucedió que, en esos días, el ecuatoriano Enrique Baquerizo Moreno se encontraba en Madrid y envió noticias alarmantes a la ciudad de Guayaquil sobre la gravedad del problema limítrofe, adjuntando detalles del posible laudo arbitral y dejando entrever que sería perjudicial para el Ecuador. La prensa ecuatoriana inició entonces una  campaña para desprestigiar dicho arbitraje. El 3 y 4 de abril de 1910 hubo ataques de parte de la población ecuatoriana a las legaciones peruanas en Quito y Guayaquil.  El escudo peruano fue arrastrado por las calles, el vapor peruano Huallaga anclado en Guayaquil fue atacado a balazos y se saquearon propiedades peruanas. Enterados en el Perú de estos hechos, la población de Lima y Callao respondió de igual manera, atacando las oficinas del consulado y la embajada ecuatoriana en el Perú, los días 4 y 5 de abril.
Eloy Alfaro, el presidente del Ecuador, se vio obligado a seguir la corriente nacionalista de su país y nombró una Junta Patriótica Nacional encabezada por Federico González Suárez y Luis Felipe Borja Pérez (padre) e integrada por las personas más representativas del país, para que le asesoren en la solución de este problema. Los pronunciamientos patrióticos de esta Junta levantaron a todos los ecuatorianos que, al grito de "Tumbes, Marañón o la guerra", rodearon al presidente Alfaro en forma monolítica para enfrentar al Perú. El presidente Alfaro adquirió armamento moderno, pagado al contado; fortificó la ciudad de Guayaquil y el golfo de Guayaquil y ordenó la organización de las guardias nacionales. Por su parte, el Perú, gobernado entonces por Augusto B. Leguía (primer gobierno) puso en pie de lucha a 23 000 hombres y los movilizó hacia el norte, mientras Alfaro desembarcó tropas en Puerto Bolívar, poniéndose a la cabeza de ellas. El Perú exigió reparaciones, a lo que el Ecuador propuso que se dieran “satisfacciones mutuas”, lo que fue rechazado por el Perú, ya que las ofensas las había iniciado Ecuador. La guerra era ya inminente, cuando en esos momentos candentes intervinieron como mediadores Estados Unidos, Brasil y Argentina y lograron apaciguar los ánimos de los contendientes (22 de mayo de 1910).
El 18 de mayo de 1910 el rey de España, en vista de la disparidad de opiniones en el Consejo, resolvió inhibirse de dictar el laudo arbitral al frente de esta Convención, y dejó a las partes con la responsabilidad de continuar, por sí solas, en su arreglo limítrofe porque veía que su arbitraje de cualquier manera iba a terminar en guerra. De modo que el problema limítrofe quedó pendiente.

## Los arreglos limítrofes de Ecuador y Perú con Brasil y Colombia

### Tratado Tobar-Río Branco entre Ecuador y Brasil

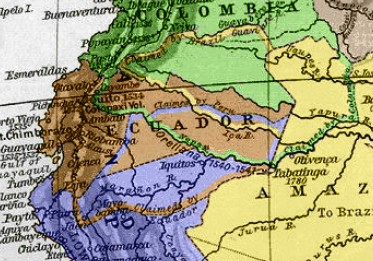
Territorios en disputa por Perú, Ecuador, Colombia y Brasil desde principios del hasta mediados del.

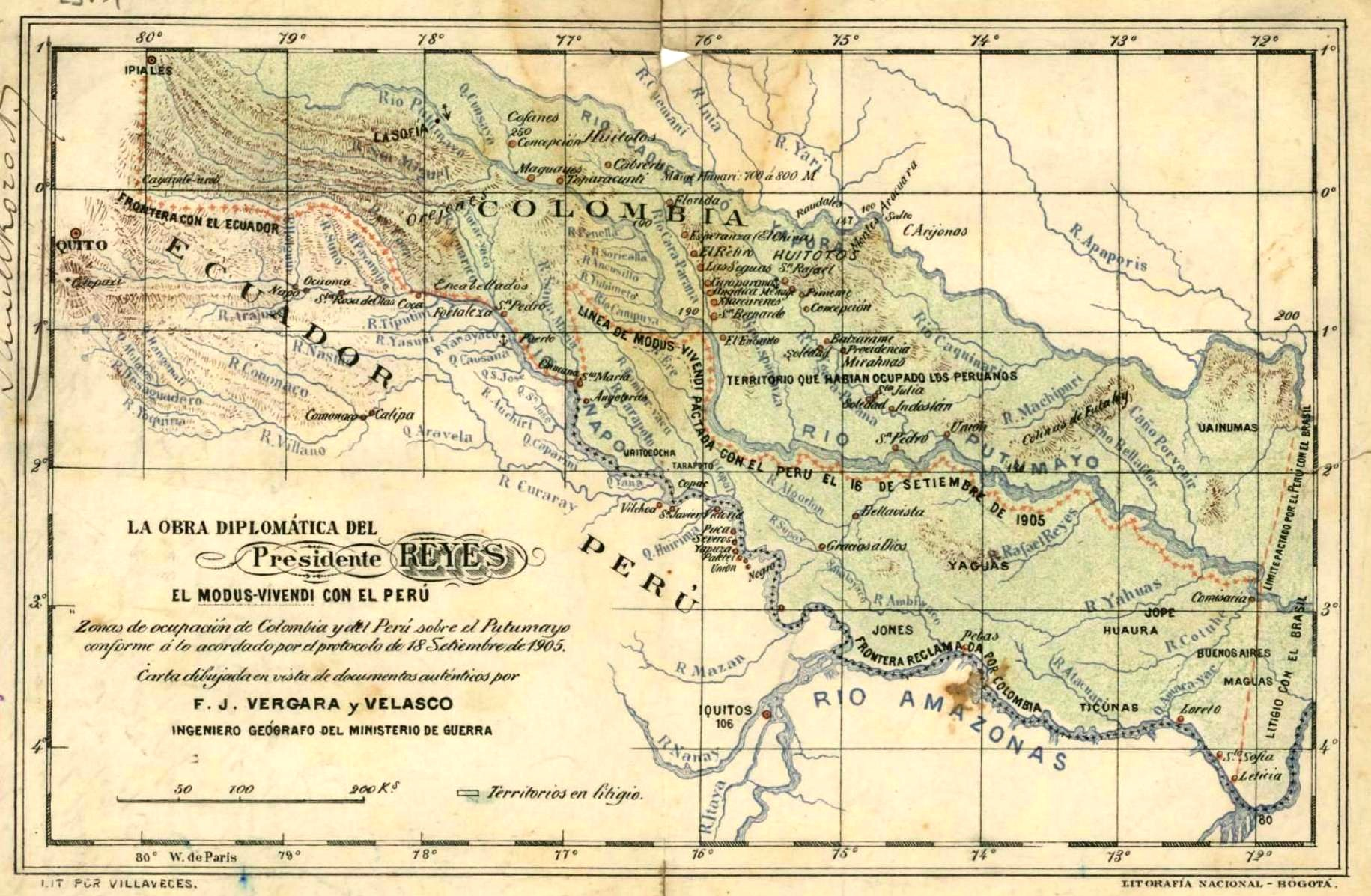
El modus vivendi entre Colombia y Perú sobre el Putumayo conforme a lo acordado por el protocolo de 18 de septiembre de 1905.

En el año de 1904 Brasil, representado por el Barón de Río Branco, y en acuerdo confidencial con el Ecuador, representado por Carlos R. Tobar, firmaron un tratado por medio del cual Brasil reconocía a Ecuador como colindante por la línea Tabatinga-Apaporis. La disputa con Brasil era todo el terreno al oeste de la línea Tabatinga-Apaporis entre el Río Caquetá y el Río Amazonas. El Tratado Tobar-Río Branco fue firmado el día 6 de mayo de 1904 en favor de Brasil a espaldas de la República del Perú. En la parte resolutiva expresa:

La República de Ecuador y la República de los Estados Unidos de Brasil acuerdan que, terminando favorablemente para Ecuador, como esta República espera, el litigio que sobre límites existe entre el Ecuador y Perú, la frontera entre Ecuador y Brasil, en la parte que confinen, sea la misma señalada por el Art. VII de la Convención que se celebró entre Brasil y Perú, en Lima, el 23 de octubre de 1851, con la modificación constante en el Acuerdo así mismo firmado en Lima el 11 de febrero de 1874, para la permuta de territorios en la línea Iza o Putumayo, esto es, que la frontera - en todo o en parte - según el resultado del antedicho litigio, sea la línea geodésica que va de la boca del riachuelo San Antonio, en el margen izquierdo del Amazonas, entre Tabatinga y Leticia, y termina en la confluencia del Apaporis con el Yapurá o Caquetá, menos en la sección del río Iza o Putumayo, cortada por la misma línea donde el alveo del río, entre los puntos de intersección, formará la división.

### Tratado Velarde-Río Branco entre el Perú y Brasil
El Tratado Velarde-Río Branco fue un Tratado Definitivo de Límites, Comercio y Navegación firmado entre Brasil y Perú. Fue suscrito en Río de Janeiro, el 8 de septiembre de 1909, por el ministro de Relaciones del Brasil, Barón de Río Branco, y el ministro plenipotenciario del Perú, Hernán Velarde. Este tratado completó la demarcación iniciada por la Convención de 1851, al definir la línea fronteriza al Sur del río Yavarí y consagró para el Perú la libre navegación en el Amazonas. Este tratado fue uno de los aciertos del presidente Augusto B. Leguía, ya que contuvo la expansión brasileña por ese lado de la frontera peruana.
Posteriormente ambos países suscribieron en Petrópolis (7 de diciembre de 1909), otro tratado que puso fin a las diferencias limítrofes.
En el Perú, como ha sido una constante en lo que respecta a los tratados de límites firmados con los países vecinos, este Tratado fue muy criticado, aduciéndose que el gobierno peruano cedió al Brasil extensas zonas en la cuenca del Yurúa y del Purús. Sin embargo, estas críticas suelen por lo general estar descontextualizadas, o bien politizadas, al ser usadas por los opositores del gobierno de turno para ganar réditos electorales, alimentando interesadamente el mito de un país que siempre llevó las de perder en las negociaciones con sus vecinos.
El historiador Jorge Basadre ha hecho al respecto observaciones muy atinadas. Según él, con Brasil había que entenderse cuanto antes, pues los brasileños, en su avance imparable, estaban ya a punto de llegar a las nacientes del río Ucayali. Si el Perú hubiera arreglado antes con Brasil, quizás esta nación habría avanzado menos. Al firmar este Tratado de 1909, puso fin a dicha expansión. En todo caso, el Perú no perdió territorio sobre el cual ejerciera efectiva posesión. La bandera peruana no tuvo que arriarse en ningún punto.  Ningún ciudadano peruano se vio afectado.

### Tratado Muñoz Vernaza-Suárez entre Ecuador y Colombia
En 1916, vino como ministro plenipotenciario de Ecuador el doctor Alberto Muñoz Vernaza, quien en conversaciones con Marcos Fidel Suárez y los doctores José María González Valencia, Hernando Holguín y Caro, Antonio José Uribe y Carlos Adolfo Urueta, es decir el estado mayor de juristas y diplomáticos colombianos, el 15 de julio de 1916, llegó con ellos a un acuerdo en virtud del cual firmaron el Tratado Muñoz Vernaza-Suárez que puso fin al conflicto, que desde el año 1830 venía preocupando a Colombia y Ecuador. Según este tratado Ecuador recibió una zona de terreno entre el río Marañón y río Napo y Colombia recibió otra zona ubicada entre el río Napo-Amazonas y el río Caquetá, territorios que el Perú reclamaba para sí.

### Tratado Salomón-Lozano entre Perú y Colombia

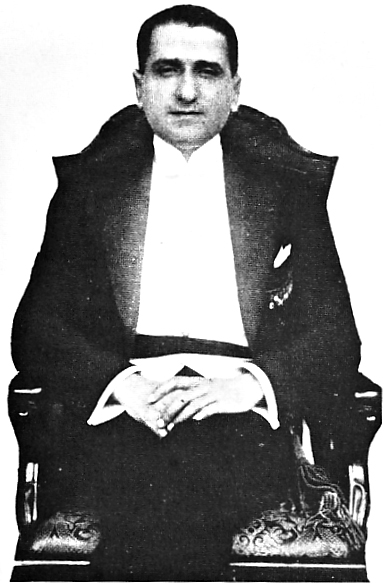
Alberto Salomón Lozano, canciller del Perú en 1922.

Frontera peruano-colombiana, según lo establecido por el Tratado Salomón-Lozano de 1922.

El 24 de marzo de 1922, se firmó en Lima el Tratado Salomón-Lozano, entre Perú y Colombia, que puso fin a casi un siglo de litigio territorial entre ambos países. Lo suscribieron, por parte de Perú, el canciller Alberto Salomón Lozano, y por parte de Colombia, el ministro plenipotenciario Fabio Lozano Torrijos. El río Putumayo se aceptó como frontera entre Colombia y el Perú. Dice a la letra este Tratado:

La línea de frontera entre la República Peruana y la República de Colombia queda acordada, convenida y fijada en los términos que en seguida se expresan: Desde el punto en que el meridíano de la boca del río Cuhimbé en el Putumayo corta al río San Miguel o Sucumbíos, sube por ese mismo meridiano hasta dicha boca del Cuhimbé; de allí por el río Putumayo hasta la confluencia del río Yaguas; sigue por una línea recta que de esta confluencia va al río Atacuari en el Amazonas y de allí por el río Amazonas hasta el límite entre Perú y Brasil establecido en el Tratado Perú-Brasileño de 23 de octubre de 1851.

Colombia declara que le pertenecen a Perú en virtud del presente Tratado, los territorios comprendidos entre la margen derecha del río Putumayo, hacia el oriente de la boca del Cuhimbé, y la línea establecida y amojonada como frontera entre Colombia y el Ecuador en las hoyas del Putumayo y del Napo, en virtud del Tratado de Límites celebrado entre ambas Repúblicas, el 15 de julio de 1916.

Colombia declara que se reserva sus derechos respecto a Brasil, específicamente a los territorios situados al oriente de la línea Tabatinga-Apaporis, pactada entre Perú y Brasil por el Tratado de 23 de octubre de 1851.

Las Altas Partes Contratantes declaran que quedan definitiva e irrevocablemente terminadas todas y cada una de las diferencias que, por causa de los límites entre el Perú y Colombia, habían surgido hasta ahora sin que en adelante pueda surgir ninguna que altere de cualquier modo la línea de frontera fijada en el presente Tratado.

El presidente peruano Augusto B. Leguía remitió el documento al parlamento en diciembre de 1927. Dicho congreso, de mayoría leguiísta, aprobó el Tratado el 20 de diciembre de 1927, a excepción de siete parlamentarios, entre los que se contaban el célebre cauchero Julio C. Arana, el empresario Enrique de la Piedra y el doctor Julio Ego-Aguirre Dongo. El 17 de agosto de 1930 —faltando días para la caída de Leguía— se ejecutó el tratado, y se entregaron a Colombia los territorios que el Perú le cedía.
Para diversos historiadores peruanos, resulta sorprendente que el arreglo de límites de Perú y Colombia culminara de esa manera, dando clara ventaja a Colombia. Esta nación ganaba un inmenso territorio entre el río Caquetá y el río Putumayo, incluyendo el llamado Trapecio Amazónico (donde se hallaba el poblado de Leticia, ocupado por peruanos), así como el acceso al río Amazonas (que hasta entonces solo lo compartían Brasil y Perú). Mientras que el Perú solo recibió en compensación el llamado triángulo San Miguel-Sucumbíos, territorio reducido y sin población, que el Ecuador había cedido a Colombia por el tratado de 1916. En la práctica, el Perú nunca llegó a poseer Sucumbíos; posteriormente, este territorio volvería a poder de Ecuador por el Tratado de 1942.
Se ha hablado de una supuesta presión de los Estados Unidos sobre Leguía, para compensar a Colombia por el asunto de Panamá, antigua provincia colombiana que se había independizado a instancias del imperialismo estadounidense. Sin embargo, todo indica que la razón de peso fue la de estrategia geopolítica, pues el Perú quería ganarse como aliado a Colombia y alejarlo de una potencial y peligrosa alianza con el Ecuador. Se escogió a Colombia, pues era comparativamente un país más grande y progresista. Efectivamente, no bien se enteró del tratado, el Ecuador rompió relaciones diplomáticas con Colombia.
La razón por la que el tratado Salomón-Lozano causó tanta desazón en Ecuador, fue debido a que este país reclamaba el territorio materia del acuerdo como parte de su república. Desde el punto de vista ecuatoriano, dicho tratado representaba una clara ofensa a la buena fe del pueblo ecuatoriano, que por el tratado Muñoz Vernaza-Suárez de 1916 había entregado territorios a Colombia con el fin de terminar sus conflictos limítrofes, territorios que luego esta República los cedió al Perú. Visto así, el gobierno colombiano habría traicionado al Ecuador, que quedó rodeado por el Perú en su frontera al noreste.

## El Protocolo Ponce-Castro Oyanguren y la Conferencia de Washington (1924-1937)

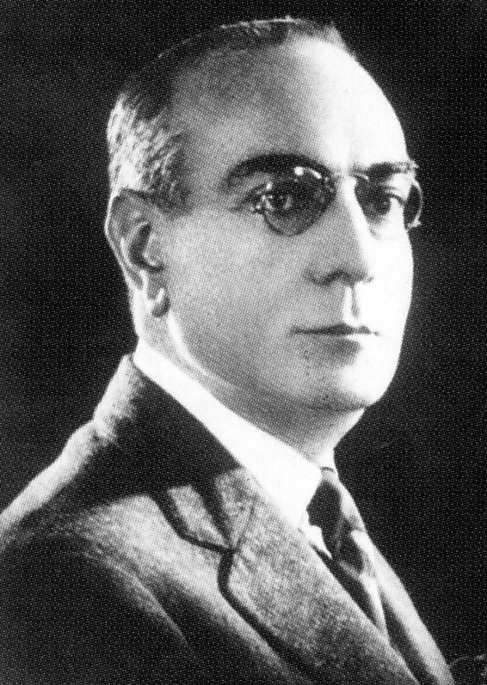
Enrique Castro Oyanguren, diplomático peruano.

Fracasado el intento de solucionar el litigio limítrofe peruano-ecuatoriano vía el arbitraje del rey de España, el Perú quiso llevar el asunto al Corte Permanente de Justicia Internacional, a lo que Ecuador se negó, insistiendo en entrar en negociaciones directas. Ambas posiciones parecían insalvables, pero el Perú, demostrando la mejor disposición, envió a Quito sucesivamente a sus mejores diplomáticos: Víctor M. Maúrtua, Alberto Bresciani y Enrique Castro Oyanguren para gestionar un nuevo procedimiento arbitral más eficaz.
El 21 de junio de 1924 se firmó en Quito el Protocolo de Ponce-Castro Oyanguren, entre el ministro de Relaciones Exteriores de Ecuador Nicolás Clemente Ponce y el plenipotenciario peruano Enrique Castro Oyanguren, quienes acordaron una fórmula mixta: combinar el arbitraje internacional con la negociación directa paralela.
Resolvieron que los dos gobiernos de Ecuador y Perú, enviasen a Washington D. C. sus respectivas delegaciones para discutir allí amistosamente el litigio limítrofe y lo que no lograsen ponerse de acuerdo sería sometido al arbitraje del Presidente de los Estados Unidos.

### La línea de statuo quo de 1936

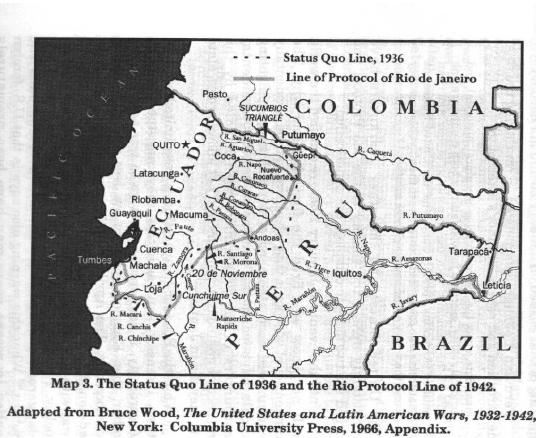
Statu quo fronterizo en 1936, previo a la guerra de 1941

Esta fórmula de negociación se implementó en 1936. No pudo llevarse a cabo antes, debido a una solicitud del Perú, preocupado por el problema de Leticia con Colombia. Ambas partes fijaron, como condición previa, una línea de statu quo, en calidad de frontera provisional mutuamente reconocida, tomando como base los territorios que de facto poseía cada país.
La delegación peruana fue presidida inicialmente por Manuel de Freyre y Santander, embajador de Perú en Washington, en vista de que el designado para presidirla, Francisco Tudela y Varela, que era delegado ante la Sociedad de las Naciones no llegó a tiempo a Washington.
La delegación ecuatoriana estaba presidida por Homero Viteri Lafronte, también asistió Enrique Arroyo Delgado, José Vicente Trujillo y Alejandro Ponce Borja, los cuales tuvieron una destacada actuación en defensa de los derechos territoriales de Ecuador.
La sesión se realizó en el Salón Azul de la Casa Blanca y fue presidida por el mandatario estadounidense Franklin D. Roosevelt, quien estuvo acompañado del Secretario de Estado Cordell Hull.
La delegación diplomática peruana comenzó argumentando líneas demarcatorias, e incitando a que el presidente de los EE. UU. Franklin D. Roosevelt, no dirija las sesiones porque no era parte. En una de las sesiones, el embajador peruano Manuel de Freyre y Santander dijo que un fallo que no reconocería la realidad de las cosas y la corriente de los sucesos, superiores a la realidad humana, no cambiaría la situación efectiva y solo daría origen a complicaciones internacionales. Largas y cansadas resultaron estas sesiones que duraron por espacio de 2 años. El 6 de febrero de 1937 Ecuador propuso a Perú una línea transaccional, la misma que Perú objetó el día siguiente y tornando la situación difícil en los últimos 7 meses.
El 28 de septiembre de 1937 el canciller peruano Carlos Concha Cárdenas anunció por radio desde Lima, que había resuelto suspender las conferencias que se realizaba en Washington y el 29 de septiembre la delegación peruana entregó una nota a la cancillería ecuatoriana, con el contenido de la resolución unilateral peruana, que dejaba insoluble el problema territorial y se retiraba de Washington.
Según la versión peruana, estas Conferencias de Washington fracasaron debido a que el Ecuador intentó basar sus pretensiones en su interpretación del Tratado Larrea-Gual de 1829, en el Protocolo Pedemonte-Mosquera y en una peculiar interpretación del uti possidetis de 1810 (1937). Poco después, los ecuatorianos realizaron acciones violatorias del statu quo de 1936.

### La Armada Fluvial Peruana
Tomando en consideración que, la Región Amazónica, ubicada en la parte oriental de los Andes, constituye un enjambre de ríos, que naciendo en la sección montañosa andina, luego descienden a la llanura selvática y que en gran parte, estos ríos son de curso navegable, por lo menos desde su desembocadura en el Amazonas hacia la parte septentrional, los Gobiernos peruanos desde 1853, han venido utilizando como medio de exploración y de penetración a esta vasta Región Amazónica, su armada fluvial con la que ha tenido como principal base el puerto fluvial de Iquitos y otras de menos importancia en el curso del mismo río Amazonas y Marañón.
Han sido lanchas debidamente armadas y en otros casos embarcaciones de menor calado, teniendo en cuenta, que algunos ríos amazónicos, tienen poco fondo, los que han constituido los medios más idóneos que ha tenido el Perú después de 1853, para ir en forma sistemática, explorando y luego, tomando posesión de muchas zonas ubicadas adyacentes a los ríos. Estas aldeas eran Borja, Barranca, Santander, San Antonio, Parinari, Regis, Nauta, Omaguas, Iquitos, Destacamento, Pebas, Oran y Mazan.
El que inicia la penetración peruana en los ríos tributarios norte del río Marañón, es el coronel Pedro Portillo, quien efectúa en 1903 una exploración de la mayor parte de los ríos navegable, a base de la flotilla de lanchas patrulleras armadas que, como tenían bases en Iquitos, recorrieron los siguientes ríos tributarios: Napo, Tigre, Morona, Pastaza, Curaray, Putumayo, Santiago y Mangosisa.
Como se habrá podido observar, la penetración peruana en la Región Amazónica, tuvo base en el puerto de Iquitos y más poblaciones ocupadas por el Perú, en las orillas de río Marañón y Amazonas desde 1853, zarpando desde esos sitios, las flotillas de barcos y lanchas armadas, para surcar los ríos afluentes del Amazonas, aguas arriba, primero explorando los cursos de los mismos y luego, invadiendo los sectores estratégicos, ubicando en los mismos, guarniciones, compuestas de marinos y tropas del ejército peruano, y promoviendo la colonización desde el sur del río Marañón por peruanos.

### Incursiones peruanas sobre la región amazónica en disputa 1935-1940

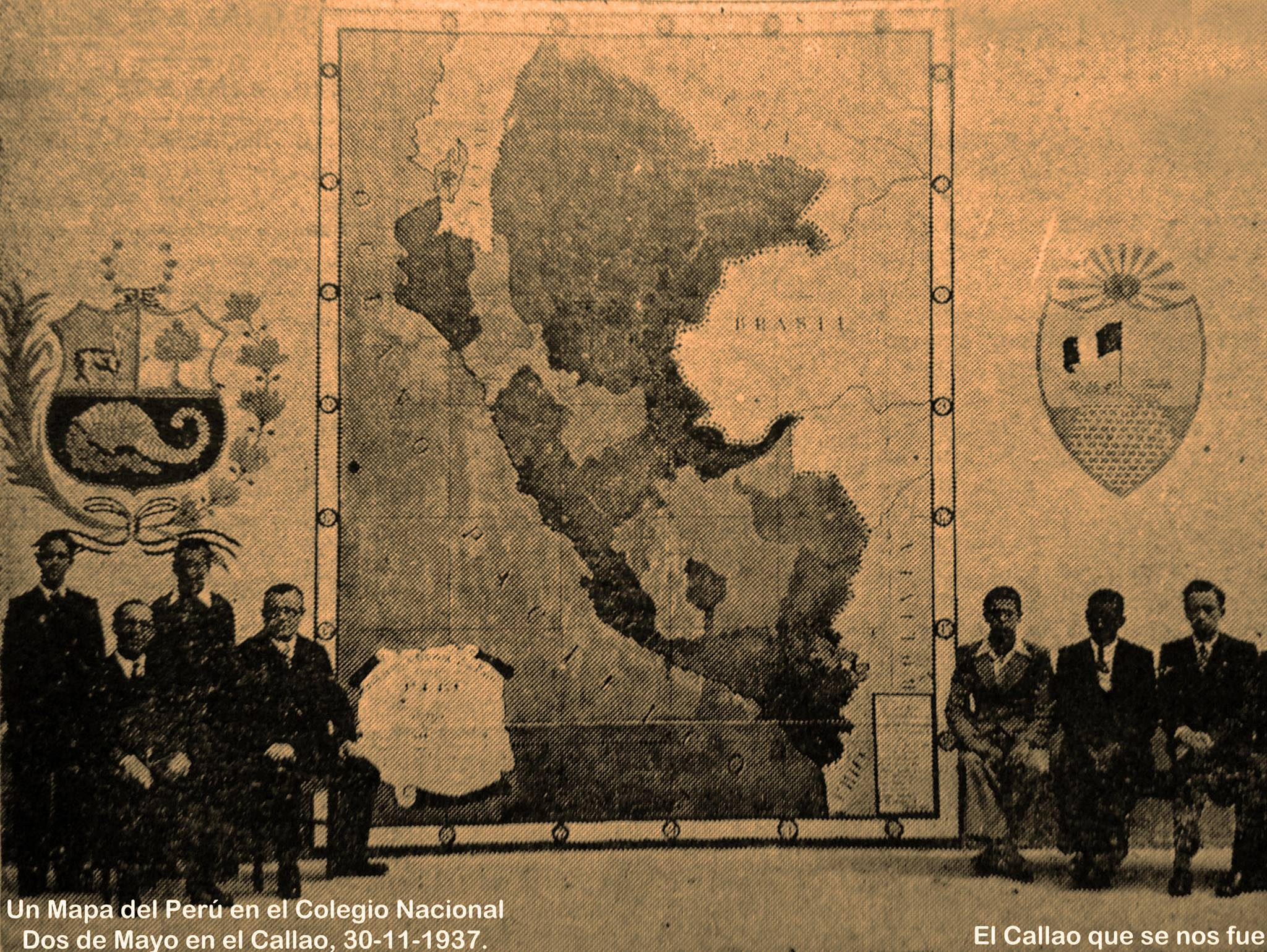
Mapa de una escuela peruana en el Callao en 1937, que muestra los territorios de Quijos, reclamados por el Perú.

Febrero de 1935 - Un Destacamento peruano avanzó desde la boca del río Curaray hasta Puerto Nashiño, situado frente al destacamento ecuatoriano de Tarqui, en el mismo río Curaray.
Octubre de 1935 - Destacamentos peruanos avanzaron desde la desembocadura del río Morona, en el río Marañón, hasta el Alto Morona, donde este río no es navegable, estableciéndose frente a Yaupi, a una distancia de 18 kilómetros de esta guarnición ecuatoriana.
Febrero de 1936 - La guarnición peruana de Puerto de Arahna, en el río Tigre, avanzó hasta Puerto Bartra, frente a la guarnición ecuatoriana de González Suárez, situada en el punto donde el río Tigre comienza a ser navegable.
Septiembre de 1936 - Destacamento peruanos, avanzaron desde Puerto Borja, en la desembocadura del río Santiago, en el río Marañón, hasta Cabo Reyes, en el mismo río Santiago. Habría habido antes, en Puerto Borja, una autoridad civil ecuatoriana.
Mayo de 1938 - Avances desde Teniente Pinglo, en el río Santiago, trazando una pica hasta Morona, llegando hasta la guarnición de Vargas Guerra, en el río Morona.
Junio de 1938 - El 27 de este mes, destacamentos peruanos, atacaron la guarnición ecuatoriana estacionada en Puerto Cisneros, en el río Huasaga, afluente del Paztaza, quedando en libertad de surcar este río.
Julio de 1938 - El 20 de ese mes se ejecuta la expulsión del filólogo Lucas Espinosa por su paso desde Rocafuerte (actual Cabo Pantoja, Perú) a Nuevo Rocafuerte (Ecuador), lo que dio motivo a uno de los cargos contra él para expulsarle del Perú al pasar sin pedir permiso a la autoridad de la guarnición peruana.
Septiembre de 1940 - Destacamentos peruanos, estacionados en Nupatacaine, en el río Marañón, construyen una trocha noroeste hacia el río Zamora, estacionándose frente a la guarnición ecuatoriana de Cumbaritza situada a una distancia aproximada de 30 kilómetros de la población de Zamora.
Octubre de 1940 - El destacamento peruano de Cabo Reyes, en río Santiago, avanzó por una trocha hacia río Zamora hasta el río Nangaritza, eludiendo la Cordillera del Cóndor e intentando penetrar al Callejón Interandino, en la vecindad de Gualaquiza y Zamora.

## Época del Protocolo de Río de Janeiro

### Guerra de 1941 (5 de julio de 1941-29 de enero de 1942)

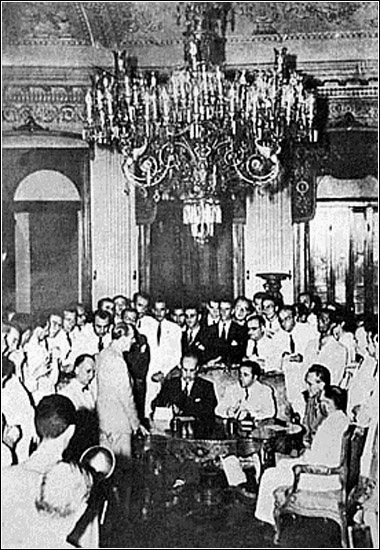
Firma del Protocolo de Río de Janeiro (1942).

La Guerra peruano-ecuatoriana tuvo lugar entre 1941 y 1942. Ambas naciones están en completo desacuerdo sobre la forma en que se originó el conflicto:
- La versión peruana de los hechos es que tropas ecuatorianas, invadieron territorio de Zarumilla, lo que originó una batalla que se extendió hasta una zona denominada Quebrada Seca.
- La versión ecuatoriana es que Perú tomó como pretexto una serie de incidentes que se venían produciendo entre patrullas fronterizas de lado y lado para invadir a Ecuador, con la intención de forzarlo a firmar un acuerdo limítrofe que fije de manera clara la frontera entre ambos países.

Perú había formado una unidad de paracaidistas en la zona e hizo uso de ella,  en el primer combate en el hemisferio sur, donde intervinieron tropas aerotransportadas, que dio como resultado la invasión exitosa del territorio ecuatoriano de Puerto Bolívar el 31 de julio de 1941.
A inicios de 1942, el Ejército de Perú, se encontraba en posesión de parte de la provincia ecuatoriana de El Oro, el bloqueo de las costas ecuatorianas, así como de partes de la provincia de Loja y reafirmó el control peruano sobre los territorios orientales amazónicos sobre los que el Ecuador reclamaba derechos de soberanía.
El Ecuador se encontraba en una severa crisis interna ajena a la guerra, por lo que el presidente Carlos Alberto Arroyo del Río se encontró en la necesidad de buscar una salida rápida al conflicto. El gobierno ecuatoriano por medio del canciller Julio Tobar Donoso se vio obligado a firmar el Protocolo de Paz, Amistad y Límites de Río de Janeiro (o Protocolo de Río de Janeiro), el 29 de enero de 1942.

## Consecuencias del Protocolo de Río de Janeiro
Según la tesis ecuatoriana, por el Protocolo de Río de Janeiro el  Ecuador fue despojado de más de 200.000 kilómetros cuadrados de territorio amazónico, que pasaron a ser territorio peruano. Para el Perú, sin embargo, el Ecuador nunca poseyó dicho territorio, y lo que hizo el tratado fue obligar a este país a renunciar a sus reivindicaciones de soberanía en esa zona.
Más allá de las posiciones nacionales, también existieron en esta guerra intereses internacionales y un "fuerte olor a petróleo". Jaime Galarza Zavala, escritor ecuatoriano, publicó a principio de los años 70 un libro titulado "El festín del petróleo", en el que trata diversos aspectos relacionados con los intereses petroleros que, según él, estuvieron en juego en el conflicto entre Ecuador y Perú. Galarza Zavala propone claramente en su obra, que la guerra de 1941 entre Ecuador y el Perú fue un conflicto ligado a los intereses petroleros de dos compañías, de las que una era inglesa y la otra norteamericana. De acuerdo al texto, los ecuatorianos representaban los intereses de la compañía inglesa y los peruanos los de la norteamericana. Perú salió victorioso de esa guerra y, por ende, la compañía petrolera estadounidense que estaba con el gobierno de esa nación.
Un aspecto que concuerda con esta teoría ha sido notado por el geógrafo francés Jean Paul Deler (que ha trabajado en toda la región andina) en su obra Ecuador, del espacio al estado nacional, Quito, 1987, en donde advierte lo siguiente:
Existe una notable concordancia entre el trazado de la frontera de 1942 y los límites orientales de una inmensa concesión otorgada en 1937 a una filial de la Royal Dutch Shell por el gobierno ecuatoriano, en detrimento de una filial de la Standard Oil of New Jersey.

### Dificultades en la demarcación fronteriza
Para llevar a cumplimiento la demarcación de la frontera según las instrucciones del Protocolo de Río, ambos países formaron comisiones mixtas demarcadoras, que comenzaron la labor de colocación de los hitos fronterizos a mediados de 1942.
Pronto, sin embargo, quedó demostrado que la labor de demarcación en sí misma se prestaba para malentendidos y encerraba ya el germen de posteriores conflictos. Las divergencias de pareceres entre las comisiones sobre la interpretación de las instrucciones fijadas por el Protocolo tenían dos causas fundamentales: en primer lugar, ambas naciones interpretaban de manera distinta accidentes geográficos claros y definidos, un ejemplo de lo cual fue la definición del cauce del río Zarumilla. En segundo lugar, y esto referente a la delimitación de la frontera en la región amazónica, la falta de conocimiento detallado en 1942 acerca de la geografía de grandes áreas de dicha región había obligado a los firmantes del Protocolo a utilizar fórmulas generales y poco específicas, tales como "nacientes del río X" o divortium aquarum (divorcio o separador de aguas), las que naturalmente podían prestarse para diversas interpretaciones, de acuerdo a los intereses de cada país.
Ecuador y Perú veían con distintos ojos la aparición de dichos impasses. Para Perú, las interpretaciones ecuatorianas no eran sino una maniobra de dicho país para desconocer el Protocolo de Río y perennizar un conflicto que debía haber quedado superado definitivamente. Para Ecuador, en cambio, las interpretaciones peruanas eran vistas como el intento del vecino del sur por trazar los límites interpretando el Protocolo de acuerdo a sus conveniencias, aprovechando para ello de su posición de país más poder bélico. Así, el Protocolo de Río, lejos de terminar con la vieja disputa entre ambas naciones, inauguraba un nuevo período de tensiones ecuatoriano-peruanas.

### Eldivortium aquarum: la demarcación se suspende indefinidamente
Como quiera que fuese, las comisiones demarcadoras fueron realizando su labor, y reportando las discrepancias a medida que éstas iban surgiendo. De esta manera, varias divergencias fueron superadas mediante la intervención del canciller de Brasil, Oswaldo Aranha, dejándose otras en manos del capitán Braz Días de Aguiar, también brasileño, quien dio solución a otro grupo de impasses con un arbitraje emitido el 14 de julio de 1945. Entre los fallos emitidos por Días de Aguiar se encontraba uno referente al trazado de la línea en las inmediaciones de la confluencia de los ríos Santiago y Yaupi.
La divergencia más importante, sin embargo, surgiría con la aplicación de las instrucciones contenidas en el artículo VIII del Protocolo, en su literal (b), numeral (1), el cual textualmente rezaba:
De la quebrada de San Francisco, el divortium aquarum entre el río Zamora y el río Santiago, hasta la confluencia del río Santiago con el Yaupi.
La razón para la utilización del término no muy preciso de divortium aquarum en esta sección del documento se debía a que, al momento de la firma del Protocolo, se tenía escaso conocimiento de la geografía de la región aludida, lo que impidió hacer uso de nombres específicos de ríos o quebradas, como sí se lo hacía en el resto de literales.
Con el fin de procederse a la demarcación del sector, las partes solicitaron a la Fuerza Aérea de los Estados Unidos, elaborar un mapa aerofotogramético de la región, dicho mapa se elaboró y se entregó oficialmente a cada una de las partes en febrero de 1947.
Paradójicamente, dicho mapa, lejos de dar las herramientas para el rápido cierre de la frontera en el sector aludido, fue en sí mismo el causante de un impase aún mayor y que duró muchos años.

## Tesis ecuatoriana sobre la nulidad del Protocolo de Río de Janeiro
El desastre militar de 1941 y la firma del tratado de paz del año siguiente dejaron una huella profunda en el proceso histórico ecuatoriano. El sentimiento de humillación nacional agudizado por la presión internacional en firmar el Protocolo de Río de Janeiro, dio paso a un deseo latente de reivindicación, que se habían hecho ya patentes en 1948 con la decisión unilateral por parte de Ecuador de suspender el proceso de demarcación de la frontera.
Posteriormente, la negativa ecuatoriana al cierre de la frontera en el sector disputado de la Cordillera del Cóndor, sin previa revisión del tratado, fue interpretada por Perú como una intento de querer desconocer un convenio internacional firmado por ambos países, y ratificado por legislaturas. A la luz de sus experiencias con Brasil y Chile, Perú se negó a considerar cualquier revisión al Protocolo, y adoptó la política de que, una vez firmado este, con Ecuador "no había ningún asunto fronterizo pendiente que resolver".
La combinación de las actitudes ecuatorianas y peruanas traía consigo el germen de posteriores enfrentamientos no solo diplomáticos, sino también militares.
Ecuador, al ver sus protestas desoídas, tanto por parte de Perú como de los países garantes, empezó a crear un sentimiento de inconformidad, clamando el derecho a una reivindicación nacional, simbolizado a través del intento de buscar una "salida soberana" al río Amazonas, concepto que de por sí implicaba el derecho a exigir, cuando menos, un corredor de tierra hacia el río Marañón.
El siguiente paso era apenas cuestión de tiempo, o de personalidades. En 1960, el presidente ecuatoriano Dr. José María Velasco Ibarra declaró, algo que todo Ecuador creía, que el Protocolo de Río de Janeiro no solo era inejecutable sino que era "nulo de nulidad absoluta", porque había sido impuesto bajo coerción y con presencia de fuerzas militares peruanas en suelo ecuatoriano.
Según la administración de Velasco Ibarra y posteriores análisis, los problemas del tratado eran los siguientes:
- Que el protocolo no era ejecutable, dado que uno de los puntos del mismo no concordaba con la realidad geográfica de la zona: Específicamente que no hay un solo divortium aquarum entre el Zamora y el Santiago sino dos: uno entre el Zamora y el Cenepa, y otro entre el Cenepa y el Santiago. Más aún, en tanto que no se había mencionado a la Cordillera del Cóndor en ninguna parte del artículo séptimo del Protocolo que no existía razón de fuerza para considerarlo indiscutiblemente como el divortium aquarum al que se hacía referencia.
- Que fue firmado mientras tropas peruanas ocupaban arbitrariamente territorio ecuatoriano.
- Que la conquista de territorio por la fuerza está en contra de la ley y el derecho internacional.
- Por falta de cumplimiento de ciertas disposiciones en cuanto a la libre navegación por los ríos de la Amazonía.

## Incidente armado fronterizo (enero de 1978)
Hubo enfrentamientos armados en el año 1977 y 1978 en la frontera de ambos países en el margen de la cordillera del Cóndor y sector del Alto Cenepa. Ante la problemática que podría extenderse los gobiernos de Perú y Ecuador convinieron en llegar a un acuerdo.

## Conflicto del Falso Paquisha (22 de enero al 21 de febrero de 1981)
El 22 de enero de 1981, el gobierno peruano denunciaba el ataque a una de sus aeronaves cuando realizaba una misión de abastecimiento a puestos de vigilancia en el río Comaina (territorio peruano). El entonces presidente del Perú, arquitecto Fernando Belaúnde Terry, ordenó la inspección del río Comaina hasta sus nacientes en el lado oriental de la cordillera del Cóndor, comprobándose la existencia dentro del territorio peruano de tres destacamentos militares ecuatorianos con sus respectivas instalaciones. Este hallazgo causó acciones de fuerza, logrando las fuerzas peruanas desalojar los destacamentos ecuatorianos. Cabe señalar que por primera vez se organizó durante dicho conflicto la primera operación de "envolvimiento vertical" desembarco helitransportado con apoyo de fuego desde helicópteros Mi-8.
El mismo día a las 22:00, el gobierno de Ecuador, protestó por la agresión militar del vecino país del sur. La Cancillería de Ecuador mandó a llamar al embajador de Perú, José Carlos Mariátegui, para presentar su nota de protesta, que a las 11:30 de hoy, 22 de enero de 1981, "un helicóptero militar peruano sobrevoló los puestos militares ecuatorianos de Mayaicu y Paquisha, en la zona de la cordillera del Cóndor". situado en una zona no delimitada por el Protocolo de Río de Janeiro. Una hora más tarde, a las 12:35, regresó al lugar y ametralló al puesto militar y a un helicóptero del Ejército de Ecuador que se encontraba en tierra. Debido al ataque, resultó herido de muerte el teniente Hugo Valencia, piloto de la Fuerza Terrestre.
Tras la medición de las coordenadas, se comprobó que no correspondían a la mencionada Paquisha sino, como lo calificó el presidente Belaúnde, a un "falso Paquisha". Tras las escaramuzas, que motivaron la intervención de la Organización de Estados Americanos (OEA), el acta Sorrosa-Du Bois fijó las coordenadas de ubicación permitidas para las tropas fronterizas, ratificando la condición de la mencionada cordillera como límite natural entre ambos países.
En 1992, los presidentes de Perú y Ecuador, Alberto Fujimori Fujimori y Rodrigo Borja Cevallos, suscriben el llamado Pacto de Caballeros, en el que se comprometen a buscar soluciones pacíficas a las diferencias. Sin embargo, en el mes de diciembre de 1994, después de una declaración oficial por parte del gobierno peruano, que reclamaba como suyos los territorios en disputa, y frecuentes encuentros entre patrullas de ambos países, se empiezan a notar movilizaciones del ejército del Ecuador, que desde 1981 había estado preparándose para enfrentar un conflicto generalizado, desplegando sus sistemas de defensa en el área de la Cordillera del Cóndor.

## Conflicto del Alto Cenepa (Guerra del Cenepa)

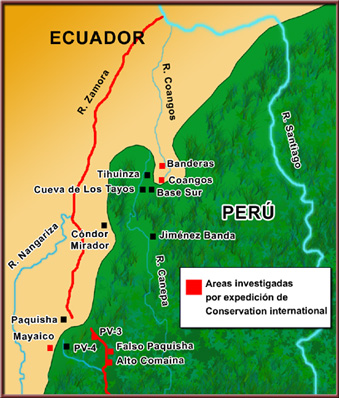
Zona del Conflicto del Cenepa.

El Conflicto del Alto Cenepa para Perú, o Guerra del Cenepa para Ecuador,  (en la casi totalidad de documentos "peruanos" se la menciona como conflicto dado que nunca hubo declaración oficial de guerra entre ambos países) se inició 26 de enero de 1995 en la zona del Cenepa. El evento fue llamado así por el nombre del río en cuya cabecera ocurrió el conflicto fronterizo.
Ecuador desplegó unos 3000 efectivos en la zona. Perú desplegó alrededor de 2000 efectivos. En este conflicto ocurrió el primer combate aéreo, en que algunas aeronaves peruanas fueron abatidas por aviones de las fuerzas ecuatorianas. La Fuerza Aérea Ecuatoriana derribó a tres aeronaves (dos Sukhoi Su-22 "Fitter" y un A-37B) y las defensas antiaéreas dieron baja a varios helicópteros. Las tropas de ambos países acordaron desmilitarizar la zona luego de las primeras reuniones de los países garantes. Por lo que las tropas ecuatorianas desalojaron el territorio disputado.
El 17 de febrero, los países integrantes del Protocolo de Río de Janeiro mediaron un acuerdo de cese al fuego y entrega de posiciones controladas tanto por Perú como por Ecuador, estas posiciones fueron entregadas a la MOMEP para dar inicio a la separación de fuerzas, que debió ser ratificado el 28 de febrero en Montevideo ante la continuación de los combates.
Los combatientes se habían retirado de la zona del Cenepa ya para el 5 de mayo de 1995. El 4 de agosto se hizo efectiva una zona desmilitarizada.

## Arbitraje y resolución final

### Declaración de Paz de Itamaraty
Perú y Ecuador aceptan deponer las armas y el 17 de febrero de 1995 se firmó en Brasil la Declaración de Paz de Itamaraty, que determina el retiro de las tropas de ambos países.
Para sustentar la posición peruana, el 13 de febrero de 1995 se nombraron embajadores en Misión Especial mediante Resolución Suprema 040-95-RE:
| Embajador(es)                                                                                         | País           |
| --- | -------------- |
| Fernando Schwalb López-Aldana, Alberto Benavides de la Quintana, Francisco Tudela Van Breugel Douglas | Estados Unidos |
| Fernando Schwalb López-Aldana, Alberto Benavides de la Quintana, Francisco Tudela Van Breugel Douglas | Canadá         |
| Alfonso de los Heros Pérez-Albela, Félix Denegri Luna                                                 | Chile          |
| Alfonso de los Heros Pérez-Albela, Félix Denegri Luna                                                 | Bolivia        |
| Arturo García y García                                                                                | Francia        |
| Max Arias-Schreiber Pezet, Gonzalo Fernández Puyó, Alejandro Miró Quesada Garland                     | Brasil         |
| Max Arias-Schreiber Pezet, Gonzalo Fernández Puyó, Alejandro Miró Quesada Garland                     | Paraguay       |
| Enrique Elías Laroza, Eduardo Ferrero Costa                                                           | Colombia       |
| Enrique Elías Laroza, Eduardo Ferrero Costa                                                           | Panamá         |
| Enrique Elías Laroza, Eduardo Ferrero Costa                                                           | México         |
| Enrique Elías Laroza, Eduardo Ferrero Costa                                                           | Estados Unidos |
| Javier Valle Riestra González Olaechea                                                                | España         |
| Javier Valle Riestra González Olaechea                                                                | Italia         |
| Javier Valle Riestra González Olaechea                                                                | Alemania       |
| Jorge Morelli Pando                                                                                   | Argentina      |
| Jorge Morelli Pando                                                                                   | Santa Sede     |
| Harry Belevan-McBride, Franklin Pease García Yrigoyen                                                 | Venezuela      |
| Harry Belevan-McBride, Franklin Pease García Yrigoyen                                                 | Guatemala      |
| Harry Belevan-McBride, Franklin Pease García Yrigoyen                                                 | Honduras       |
| Harry Belevan-McBride, Franklin Pease García Yrigoyen                                                 | Costa Rica     |
| Harry Belevan-McBride, Franklin Pease García Yrigoyen                                                 | Nicaragua      |
| Harry Belevan-McBride, Franklin Pease García Yrigoyen                                                 | El Salvador    |
| Manuel D'Ornellas Suárez                                                                              | Argentina      |
| Manuel D'Ornellas Suárez                                                                              | Uruguay        |
| Fernando de Trazegnies Granda                                                                         | Reino Unido    |
| Fernando de Trazegnies Granda                                                                         | Bélgica        |
| Fernando de Trazegnies Granda                                                                         | Francia        |
| Augusto Ferrero Costa                                                                                 | Venezuela      |
| Augusto Ferrero Costa                                                                                 | Costa Rica     |
| Augusto Ferrero Costa                                                                                 | Nicaragua      |
| Augusto Ferrero Costa                                                                                 | El Salvador    |

### Acta de Brasilia
Observadores de los países integrantes del Protocolo de Río de Janeiro se desplazan hasta la zona del conflicto. El 2 de marzo, tras cinco semanas de enfrentamientos y escaramuzas, terminan los combates. Hubo numerosos heridos, lisiados y muertos por ambos lados.
Muchos jóvenes llegados de todas las provincias de Perú y de Ecuador, murieron o fueron heridos en combate. Tiwinza, según la versión de Ecuador, nunca pudo ser recuperada por los peruanos, los cuales argumentaron lo contrario.
Se publican algunas historias de heroísmo y sangre en este conflicto. Se habló de "patrullas", "comandos", "foes" (fuerzas especiales) y del empleo de armamentos diversos, entre ellos granadas y minas antipersonales peruanas y/o ecuatorianas.
Una nueva ronda de negociaciones tiene lugar, conducida por el jurista Fernando de Trazegnies a nombre de Perú y el embajador Edgar Terán, a nombre de Ecuador. Después de un año y medio de intensas conversaciones, y luego de un pronunciamiento por expertos internacionales sobre la línea de frontera, los dos países, con aprobación de sus respectivos Congresos, acuerdan someter sus diferencias a la decisión de los países integrantes del Protocolo de Río de Janeiro de 1942.
Los países integrantes (Argentina, Brasil, Chile y Estados Unidos de América), de acuerdo a la opinión de los expertos consultados, resolvieron que la demarcación de la frontera era estrictamente la establecida por el tratado de Río de Janeiro de 1942, que corre por las altas cumbres de la cordillera del Cóndor; y que la región de Tiwinza, de 2000 ha, pertenece al Perú, aunque se entrega 100 ha de Tiwinza como propiedad no soberana al Ecuador, por tratarse de un cementerio de guerra ecuatoriano, para realizar actos conmemorativos y no militares. A todo aquel que nazca en Tiwinza, además, se le considerará peruano, por cuanto solo se le reconoce a Ecuador la propiedad privada de dicha área, pero no su soberanía.
Ecuador no ha efectivizado hasta el momento construcción alguna en dicha zona, porque Perú no ha construido la carretera de acceso a lo que se había comprometido. Asimismo, se resolvieron todas las controversias de interpretación del Protocolo de Río de Janeiro que habían impedido continuar con la instalación de los hitos, guardándose siempre una fidelidad estricta a dicho Tratado de Río de Janeiro.
Ecuador, además, logró el reconocimiento de su derecho a la libre navegación por el río Amazonas y sus afluentes septentrionales, y un permiso para establecer dos embarcaderos comerciales en sus orillas, conforme a lo señalado por el Protocolo de Río de Janeiro. (Saramiriza en el Río Marañón y Pijuayal en el río Amazonas
Un parque binacional ecológico, aún por implementar, sería la representación de la paz entre ambos países vecinos. También se establecieron los nuevos hitos en Cusumasa-Bumbuiza y Yaupi-Santiago (vecinos de Tiwinza) y, ya en el departamento de Loreto, en el sector de Lagartococha y el Güeppi.
Es así como se procede a la firma en Brasilia del Acuerdo Definitivo de Paz llamado también Acta de Brasilia, el 26 de octubre de 1998, suscrito por el presidente peruano Alberto Fujimori y su colega ecuatoriano Jamil Mahuad, así como por los Cancilleres Fernando de Trazegnies Granda del Perú y José Ayala Lasso de Ecuador.
Durante los meses siguientes, se procedió a instalar físicamente los hitos que faltaban en la frontera y, de esta forma, el tema del conflicto fronterizo -que tenía casi 150 años de duración- estuvo zanjado.
A partir de la firma de la paz en 1998, los dos pueblos reconocieron todo lo que tienen en común en cuanto a historia y a cultura y pasaron a considerarse efectivamente como hermanos. Por otra parte, desde esa fecha el comercio entre Ecuador y Perú ha aumentado en una proporción de cinco o seis veces el valor que tenía antes de la firma de la paz.
Cabe destacar efectivamente que los sucesivos conflictos entre ambos países los mermaron económicamente e imposibilitaron su desarrollo y hermandad, ello se ha demostrado en vista de que luego de firmado el acuerdo de paz y zanjado el tema de delimitación, esta zona fronteriza ha venido desarrollando de manera ascendente durante todos estos años, logrando un mayor número de importaciones y exportaciones, así como la cantidad de turistas por parte de ambos países, por lo que es de verse que una vez lograda la paz, ambos países se han visto enormemente beneficiados.